# Rinascimento romano

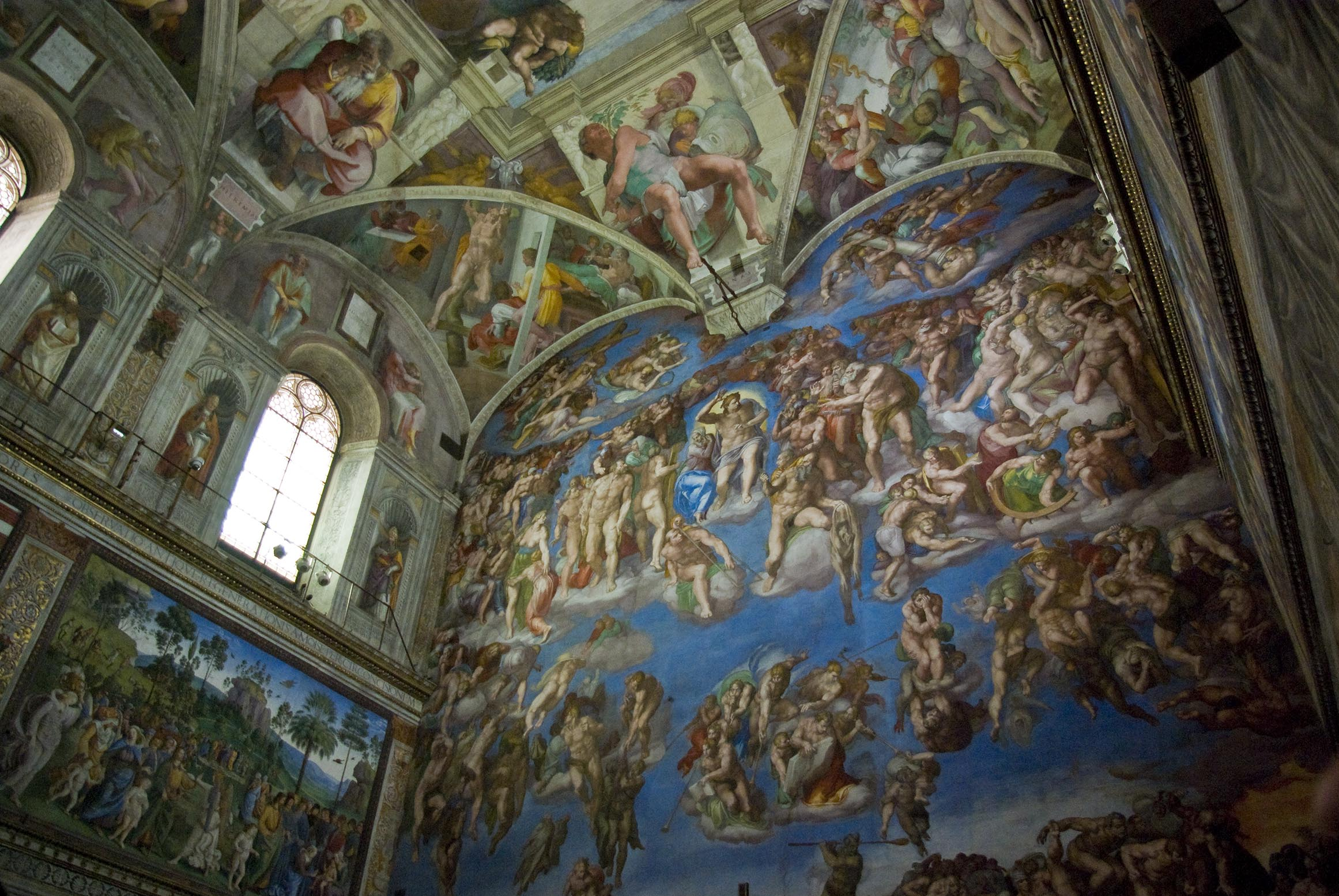
La Cappella Sistina

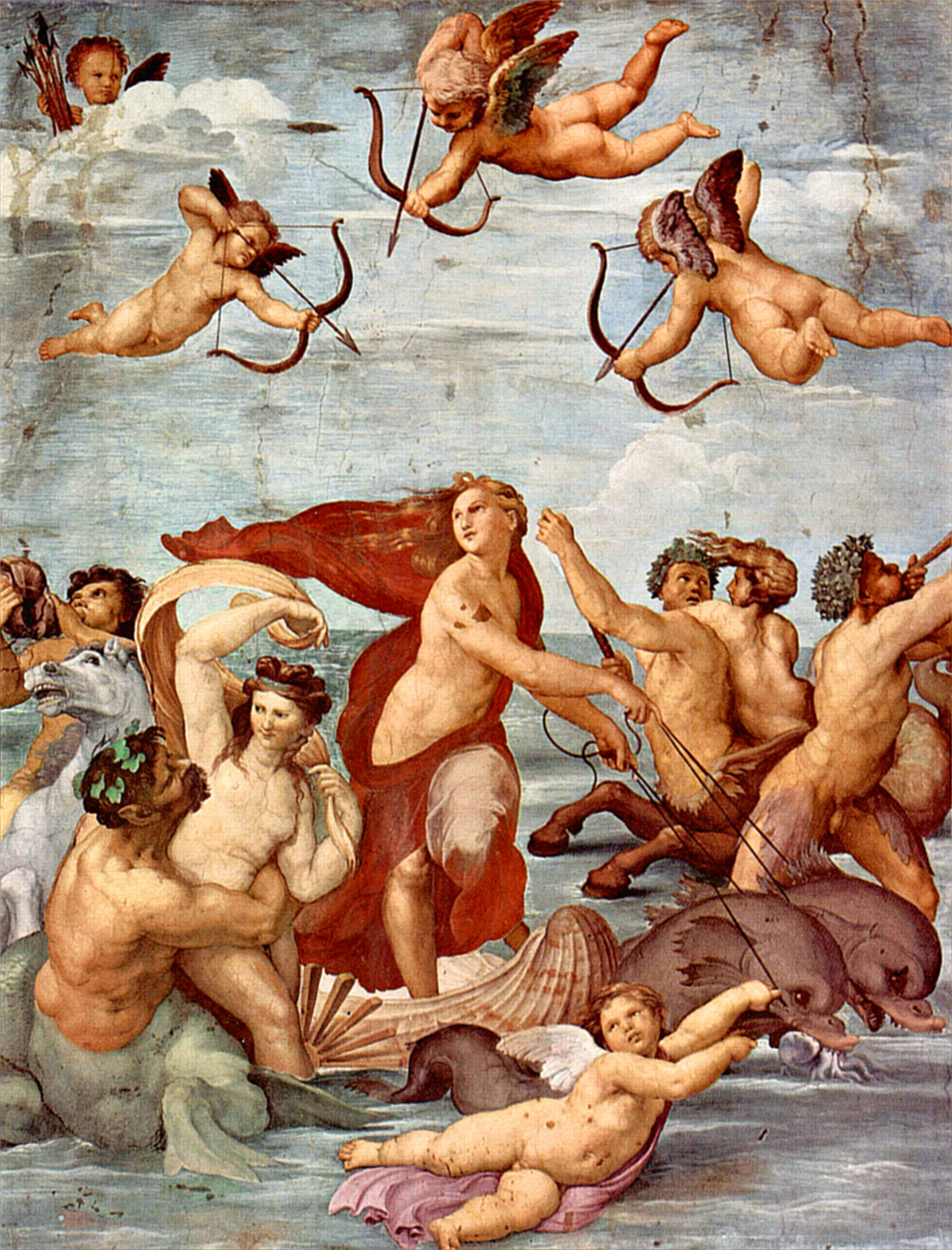
Raffaello, Trionfo di Galatea

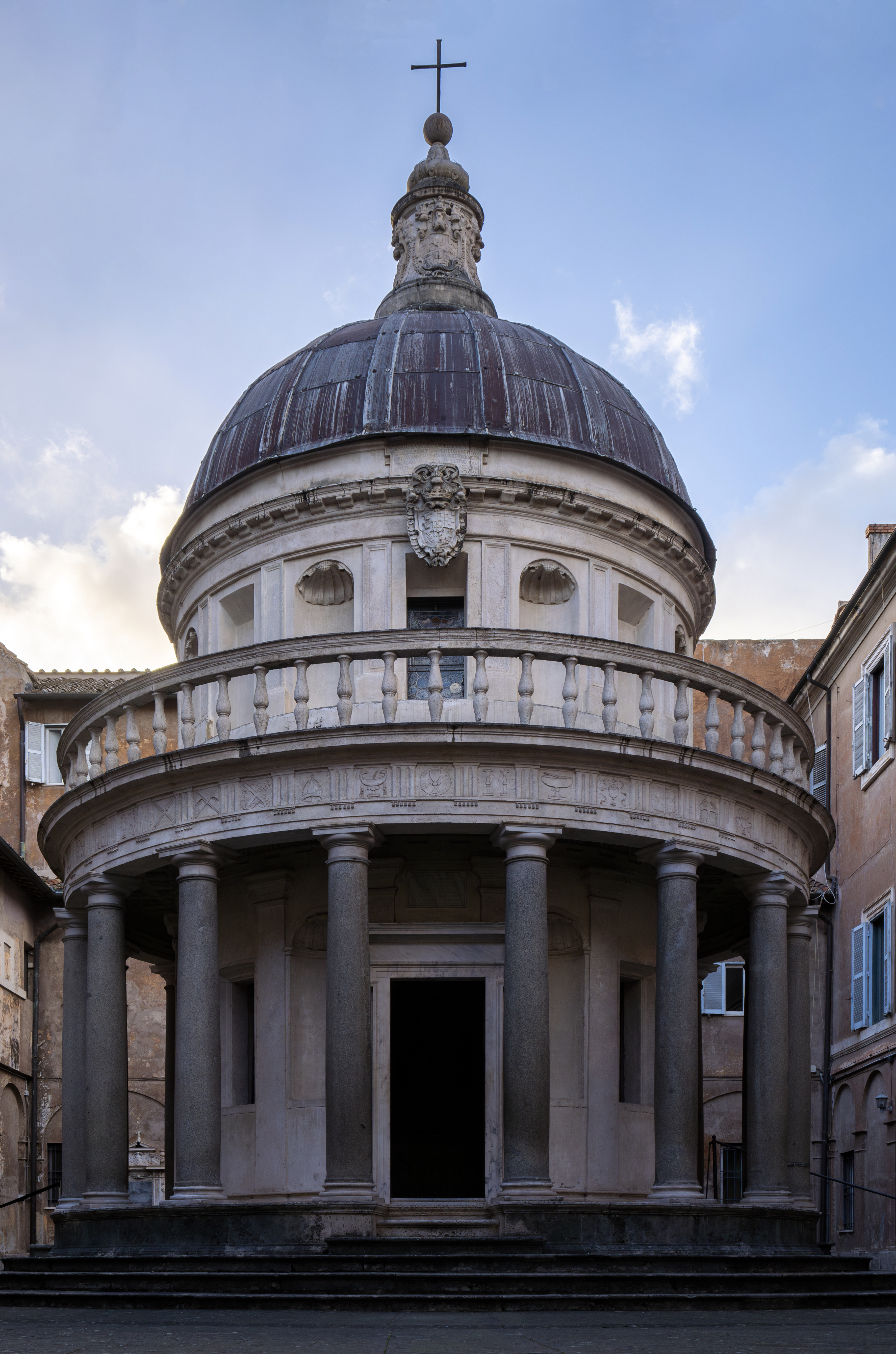
Tempietto del Bramante

Il Rinascimento a Roma ebbe una stagione che va dagli anni quaranta del Quattrocento, fino al culmine nella prima metà del Cinquecento, quando la città papale fu il più importante luogo di produzione artistica dell'intero continente, con maestri che lasciarono un segno indelebile nella cultura figurativa occidentale quali Michelangelo e Raffaello.
La produzione a Roma in questo arco di tempo non si basò quasi mai su artisti locali, ma offrì agli artisti forestieri un terreno di vasta sintesi e confronto in cui mettere a frutto le proprie ambizioni e capacità al meglio, spesso ricevendo incarichi estremamente vasti e prestigiosi.

## Il Quattrocento

### Premessa storica
Il XIV secolo, con l'assenza dei papi durante la cattività avignonese, era stato un secolo di abbandono e miseria per la città di Roma, giunta ai minimi storici in quanto a popolazione. Con il rientro del papato in Italia, più volte rimandato proprio per le cattive condizioni della città e per la scarsità di controllo e sicurezza fu ,innanzitutto, necessario rinsaldare gli aspetti dottrinali e politici del pontefice. Quando nel 1377 Gregorio XI era infatti tornato a Roma, aveva trovato una città in preda all'anarchia a causa delle lotte tra la fazione nobiliare e quella popolare, e nella quale ormai il suo potere era più formale che reale. Seguirono quarant'anni di instabilità, caratterizzati a livello locale dal conflitto di potere tra Comune e papato, e a livello internazionale dal grande scisma d'Occidente tra papi romani e antipapi avignonesi, alla fine del quale fu eletto papa, di comune accordo tra le parti, Martino V della famiglia Colonna. Egli riuscì a ridurre all'ordine la città, ponendo le fondamenta della sua rinascita.

### Martino V (1417-1431)

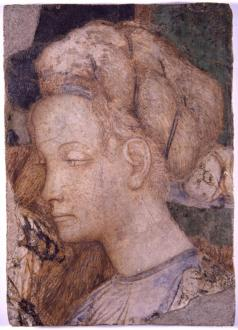
Testa di donna attribuita al ciclo di San Giovanni in Laterano di Pisanello e Gentile, Museo di palazzo Venezia, Roma

Martino V, reinsediatosi nella Sede apostolica nel 1420, fu il primo papa che poté occuparsi di un rilancio della città anche in termini monumentali e artistici. Nel 1423 venne indetto un giubileo per celebrare la rinascita cittadina. Il suo piano mirava a ridare quel lustro alla città che aveva anche una precisa finalità politica: recuperando lo splendore della Roma Imperiale egli si proclamava anche il suo continuatore e diretto erede.
I primi cantieri a venire aperti riguardarono essenzialmente i due poli del Laterano (con gli affreschi - oggi perduti - nella basilica di San Giovanni dove tra il 1425 e il 1430 lavorarono Gentile da Fabriano e Pisanello) e del Vaticano, dove venne trasferita la residenza papale, iniziando la trasformazione della zona oltre il Tevere da area periferica a immenso cantiere.
Nel frattempo la città aveva iniziato a essere un polo di attrazione per artisti desiderosi di studiare e confrontarsi con la tradizione classica delle sue rovine. La più antica notizia di un viaggio compiuto da artisti forestieri per cercare e studiare le forme e le tecniche dell'arte romana antica è quella del 1402, quando vi si recarono i fiorentini Brunelleschi e Donatello, che tornarono più volte per trovare ispirazione per quello che fu il Rinascimento nell'arte.
Anche Pisanello e i suoi assistenti prendevano frequentemente ispirazioni dai resti antichi, ma il loro approccio era essenzialmente catalogante, interessato ad acquisire i più svariati modelli di repertorio da sfruttare poi in composizioni e accostamenti diversi, senza un interesse a comprendere l'essenza dell'arte antica.
Il papa, che aveva soggiornato a Firenze, chiamò a partecipare al suo programma artisti fiorentini, quali Masaccio e Masolino, anche se l'apporto innovativo del primo venne stroncato dalla morte prematura. Nel 1443-1445 Leon Battista Alberti scrisse la Descriptio urbis Romae, dove proponeva un sistema per una sistemazione geometrica della città incentrata sul Campidoglio.
In ogni caso non si può ancora parlare di una "scuola romana", poiché gli interventi degli artisti, quasi esclusivamente stranieri, erano ancora essenzialmente legati alle rispettive matrici culturali, senza elementi di contatto specifici o indirizzi comuni.

### Eugenio IV (1431-1447)

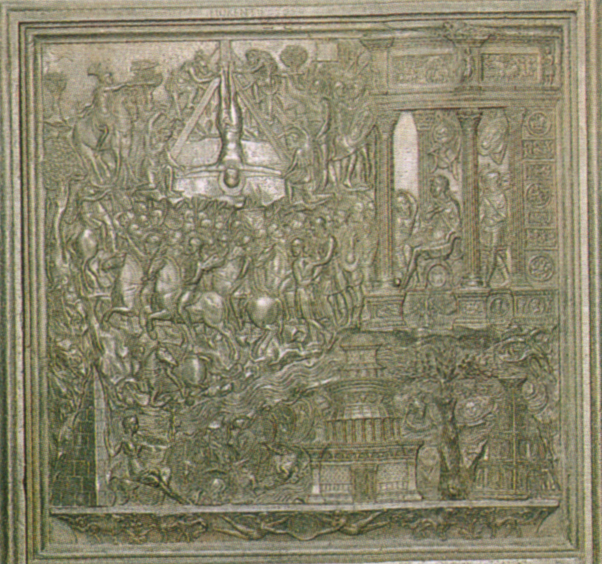
Filarete, formella della porta di San Pietro

Eugenio IV fu, come il suo predecessore, un uomo colto e raffinato, che viaggiò molto, conoscendo le novità artistiche di Firenze e di altre città e chiamando artisti di fama a decorare Roma. Il concilio di Basilea  aveva sancito la sconfitta delle tesi conciliariste e riaffermato un assetto monarchico del papato. Nell'appendice a Firenze era anche stato ricucito, sebbene in via del tutto effimera, il secolare scisma d'Oriente. In questo contesto si poté continuare i lavori di ripristino nelle basiliche romane. Nei primi anni quaranta venne chiamato l'umanista Filarete, che terminò nel 1445 i battenti bronzei di San Pietro, dove si registra un precoce gusto antiquario legato alla capitale e alle sue vestigia.
Poco dopo arrivarono in città Beato Angelico, che iniziò una serie di grandi affreschi perduti in San Pietro, e il francese Jean Fouquet, che testimonia con la sua presenza il nascente interesse in Italia della pittura fiamminga e nordica in generale. Sebbene la durata del pontificato di Eugenio IV non permise di attuare appieno i suoi piani, Roma iniziava a diventare quel terreno di incontro fecondo tra artisti di scuole diverse, che presto sarebbe sfociato in uno stile comune e, per la prima volta, definibile "romano".

### Niccolò V (1447-1455)

#### Urbanistica
Fu con Niccolò V che le trasformazioni sporadiche dei suoi predecessori assunsero una fisionomia organica, preparando il terreno agli ambiziosi sviluppi successivi. Il piano di riassetto della città verteva essenzialmente su cinque punti fondamentali:
- Ripristino delle mura
- Restauro o ricostruzione delle quaranta chiese presenti in città
- Risistemazione del Borgo
- Ampliamento di San Pietro
- Ristrutturazione del Palazzo Apostolico

L'intento era quello di ottenere una cittadella religiosa sul colle Vaticano, esterna alla città laica che aveva il suo fulcro attorno al Campidoglio. A questo progetto si legava indissolubilmente quello di esaltare la potenza della Chiesa, dimostrando inequivocabilmente la continuità tra Roma imperiale e Roma cristiana.
Per la brevità del pontificato di Niccolò l'ambizioso progetto non poté essere portato a termine, però fece convergere in città artisti di più scuole (soprattutto toscani e lombardi), che avevano in comune l'interesse per l'antichità e il fascino verso i resti classici: questa passione comune finì per determinare, in qualche modo, una certa omogeneità dei loro lavori.

#### Architettura

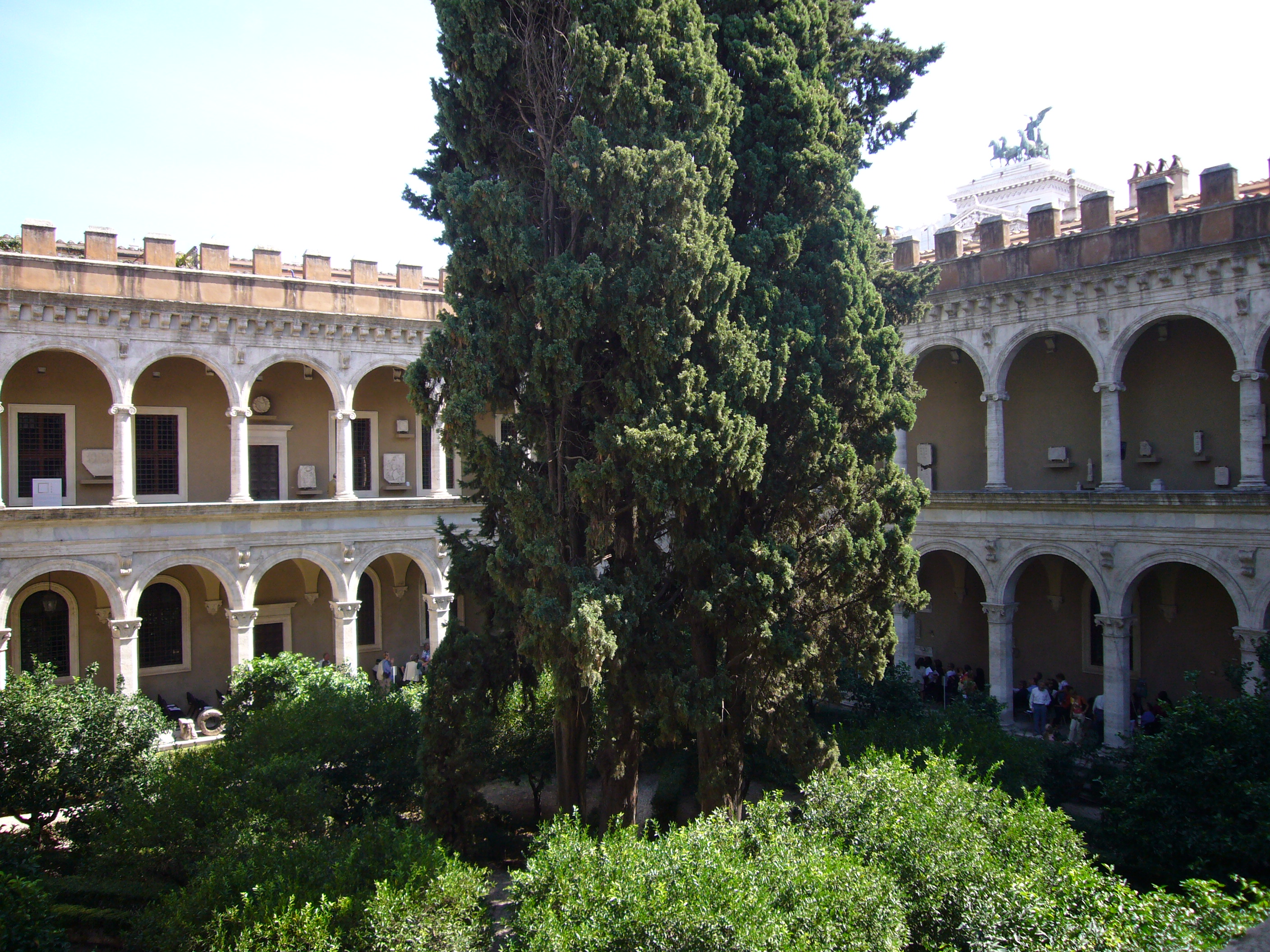
Palazzo Venezia, cortile del Palazzetto

La presenza di Leon Battista Alberti, sebbene non direttamente collegabile a cantieri effettivi (verso i quali si dimostrò molto critico), fu importante per ribadire il valore del retaggio della Roma antica e il suo collegamento col papato. Nel 1452 dedicò a Niccolò V il trattato De re aedificatoria, dove venivano teorizzate le basi per il riutilizzo della lezione degli antichi, attualizzata con un rigoroso recupero anche di elementi derivati dalla tradizione medievale.

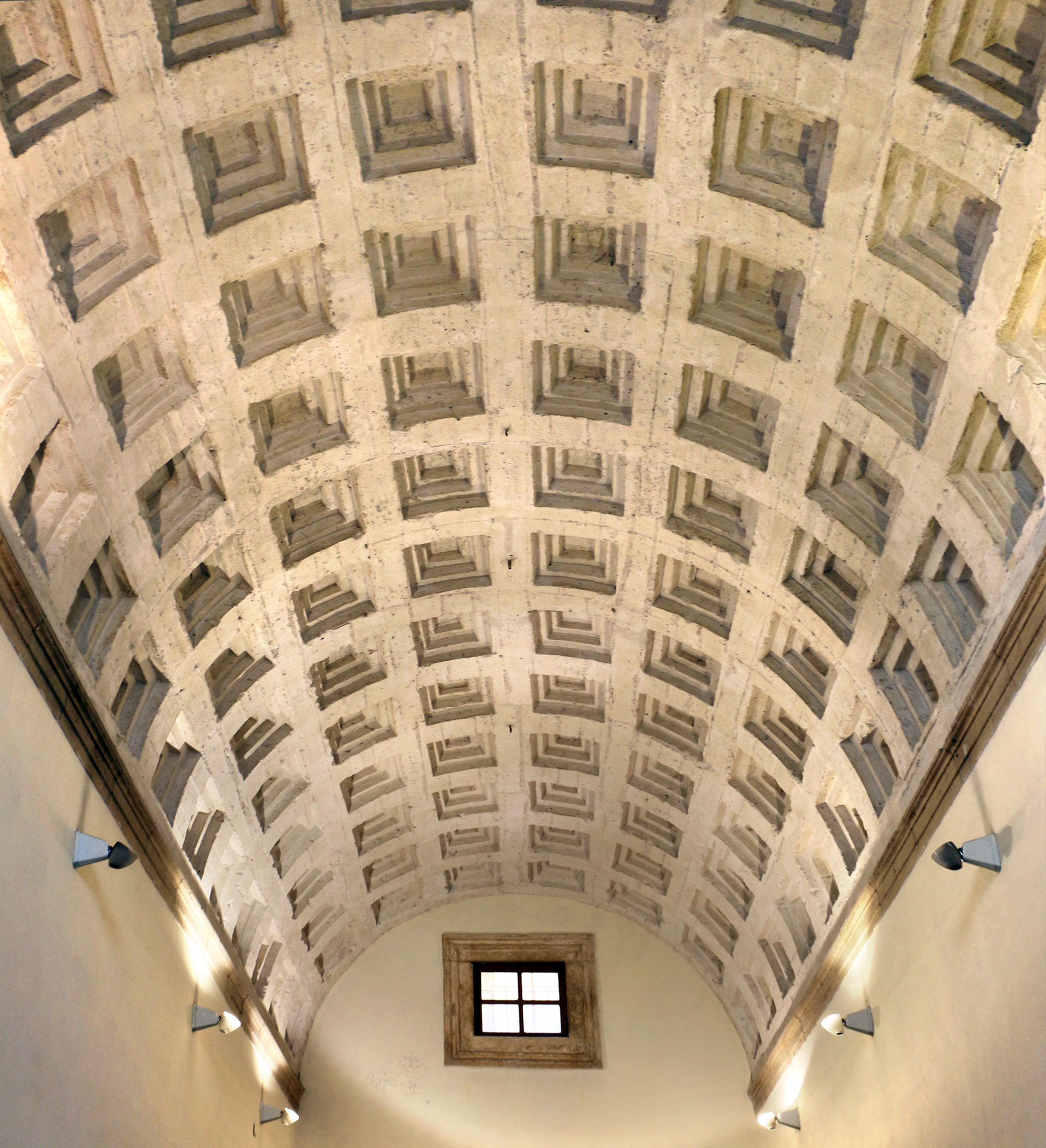
La volta di calcestruzzo di palazzo Venezia

Un esempio paradigmatico del gusto sviluppatosi in quel periodo in architettura è palazzo Venezia, avviato nel 1455 inglobando costruzioni preesistenti. Nel progetto del cortile del Palazzetto (del quale non si conosce l'autore) si trovano elementi ripresi dall'architettura romana, combinati però senza rigore filologico, privilegiando la funzionalità all'aderenza rigida al modello. Esso riprende il modello del viridarium e si ispira al Colosseo negli ordini architettonici sovrapposti e nel cornicione con fregio a mensole. L'ampiezza degli archi però è diminuita e semplificata, per non farli sembrare troppo imponenti rispetto agli spazi che racchiudono. Nel palazzo vero e proprio (costruito dal 1466) si ebbe una ripresa più fedele dei modelli antichi, testimoniandone una graduale comprensione più profonda: per esempio il vestibolo ha una volta a lacunari in calcestruzzo (ripresa dal Pantheon o dalla Basilica di Massenzio) oppure la loggetta del cortile principale ha gli ordini sovrapposti e le semicolonne addossate sui pilastri, come nel Colosseo o nel Teatro di Marcello.
Il rinnovamento della basilica costantiniana di San Pietro fu affidato a Bernardo Rossellino. Il progetto prevedeva il mantenimento del corpo longitudinale a cinque navate coprendolo con volte a crociera su pilastri che dovevano inglobare le vecchie colonne, mentre veniva ricostruita la parte absidale con l'ampliamento del transetto, l'aggiunta di un coro, che fosse la prosecuzione logica della navata, e l'innesto di una cupola all'incrocio dei bracci. Questa configurazione forse influì in qualche modo sul successivo progetto di Bramante per un rinnovamento totale dell'edificio, che infatti conservò quanto già costruito. I lavori presero il via intorno al 1450, ma con la morte del papa non ebbero ulteriore sviluppo e restarono sostanzialmente fermi durante i successivi pontificati fino a Giulio II, che decise poi per una completa ricostruzione.

#### Pittura

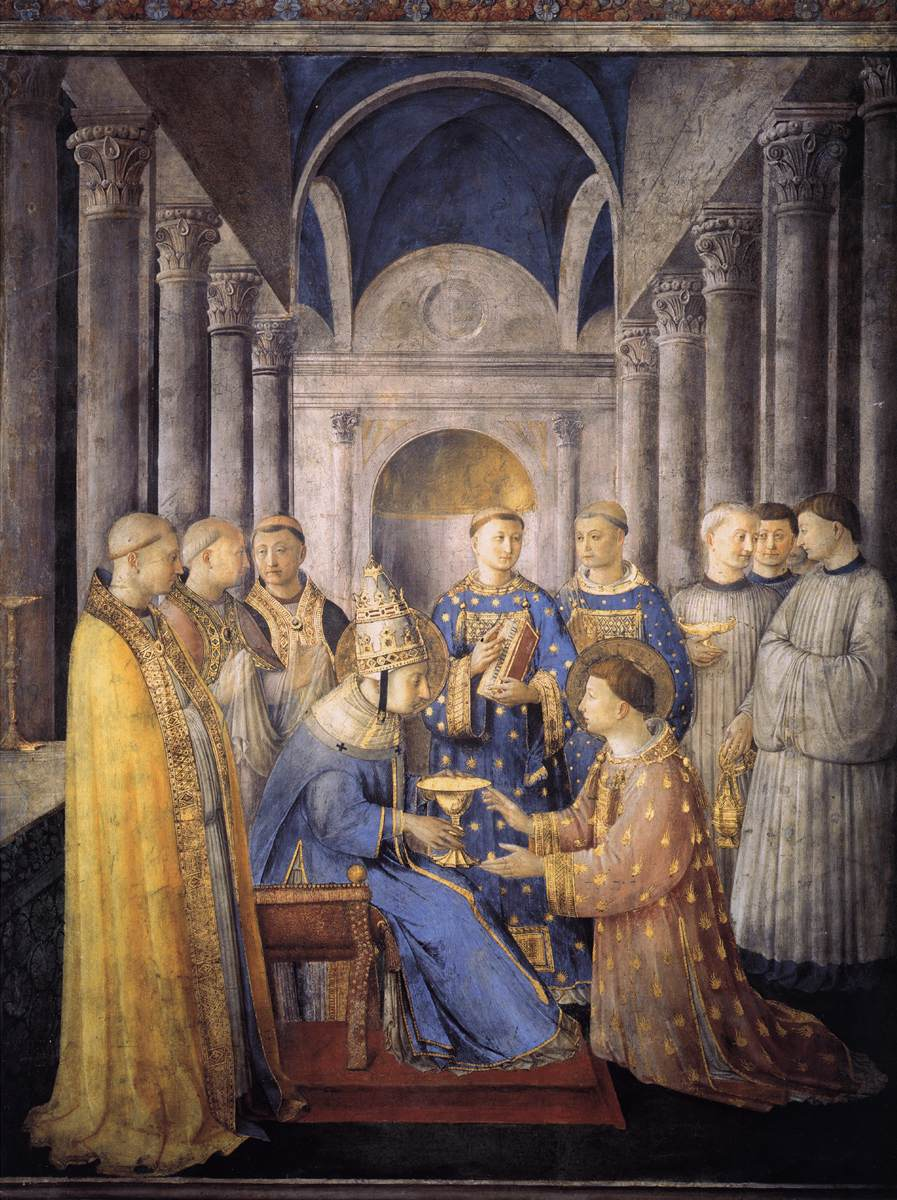
Beato Angelico, Consacrazione di san Lorenzo come diacono, Cappella Niccolina

La committenza papale esercitò un'azione di amalgama ancora più forte in pittura, dove la tradizione non forniva modelli vincolanti. Il rinnovo del palazzo Apostolico ebbe una prima tappa nella decorazione della cappella privata del pontefice, la cappella Niccolina, alla quale lavorò Beato Angelico e aiuti, tra cui Benozzo Gozzoli. La decorazione prevedeva storie di san Lorenzo e santo Stefano, che vennero interpretate dall'Angelico con uno stile ricco di dettagli, di citazioni colte e di motivi più vari, dove il suo "umanesimo cristiano" tocca uno dei suoi vertici espressivi. Le scene sono ambientate in architetture maestose, nate da suggestioni della Roma antica e paleocristiana, ma non legate a citazioni pedisseque, forse memori dei progetti che allora già circolavano alla corte papale per il rifacimento di San Pietro. Le figure sono solide, i gesti pacati e solenni, il tono generale più aulico dell'abituale sinteticità meditativa dell'artista.
In vista del giubileo del 1450 vennero avviati numerosi lavori e gli introiti che garantirono le celebrazioni permisero di richiamare in città un gran numero di artisti anche molto diversi tra loro. Al papa non interessava l'omogeneità stilistica, infatti chiamò a lavorare per lui i veneziani Vivarini, gli umbri Bartolomeo di Tommaso e Benedetto Bonfigli, i toscani Andrea del Castagno e Piero della Francesca, un Luca detto "tedesco", e forse il fiammingo Rogier van der Weyden. Questa ricchezza di spunti preparò il terreno a quella sintesi che, verso la fine del secolo, sfociò nella creazione di un linguaggio propriamente "alla romana".

### Pio II (1458-1464)
Sotto Pio II, il papa umanista, lavorò dal 1458 al 1459 Piero della Francesca, che lasciò alcuni affreschi nel Palazzo Apostolico, ben documentati ma oggi perduti, dopo che nel XVI secolo vennero distrutti per far posto alla prima delle Stanze Vaticane di Raffaello.
Le risorse del papa vennero però prevalentemente rivolte, in campo artistico, alla ricostruzione di Corsignano, suo paese natale in provincia di Siena, il cui nome venne poi mutato in Pienza, in suo onore.
Tuttavia è stata accertata la sua committenza anche per importanti opere romane, magari oggi non più esistenti, come il progetto di rinnovo della Platea Sancti Petri antistante la basilica vaticana mediante la realizzazione, su progetto di Francesco del Borgo della Loggia delle Benedizioni, poi non completata, della scalinata antistante il quadriportico e delle statue di San Pietro e di San Paolo poste sulla stessa scalinata e attribuite allo scultore Paolo Romano.
In questo periodo nasce anche il problema della conservazione dei monumenti classici e lo stesso Pio II, che da una parte autorizzò l'uso dei marmi del Colosseo per la realizzazione della Loggia, dall'altra emanò nel 1462 la bolla Cum almam nostra urbem in sua dignitate e splendori conservare cupiamus che proibiva a chiunque di danneggiare gli antichi edifici pubblici.

### Paolo II (1464-1471)

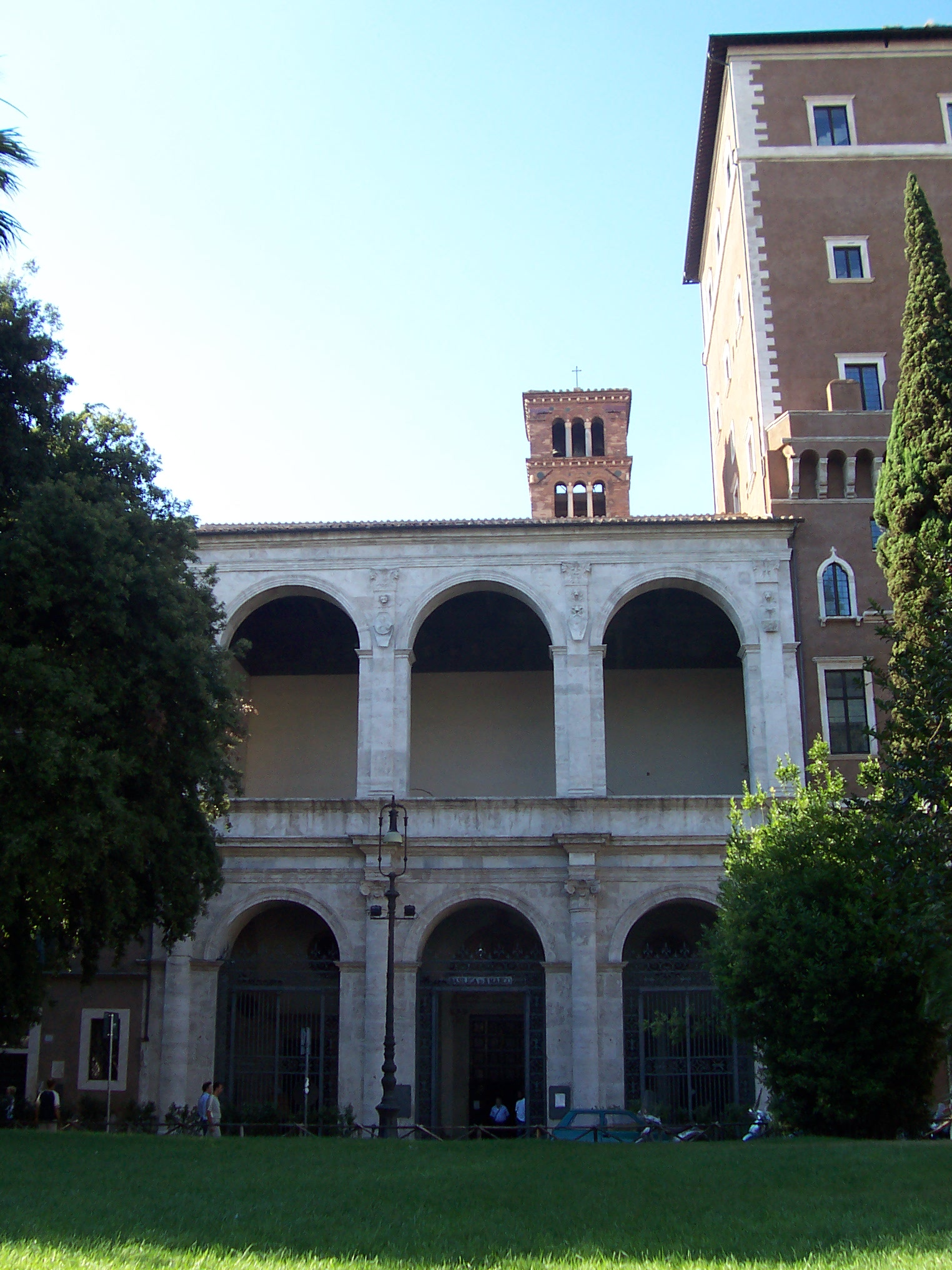
La loggia antistante la basilica di San Marco Evangelista al Campidoglio di Francesco del Borgo

Il pontificato di Paolo II è caratterizzato da una certa ostilità verso gli umanisti, tanto da abolire il collegio degli abbreviatori e imprigionare il Platina.
Tuttavia prosegue il processo di ricerca del linguaggio rinascimentale in continuo rapporto con l'antico. Il papa stesso commissionò la loggia delle benedizioni della basilica di San Marco Evangelista al Campidoglio, realizzata utilizzando materiale di spoglio proveniente probabilmente dal Colosseo, e disegnata utilizzando la sintassi delle architetture antiche con la sovrapposizione degli ordini e la presenza di archi su pilastri, inquadrati da un ordine trabeato, che anticipa le architetture romane di Bramante di qualche decennio dopo.

### Sisto IV (1471-1484)

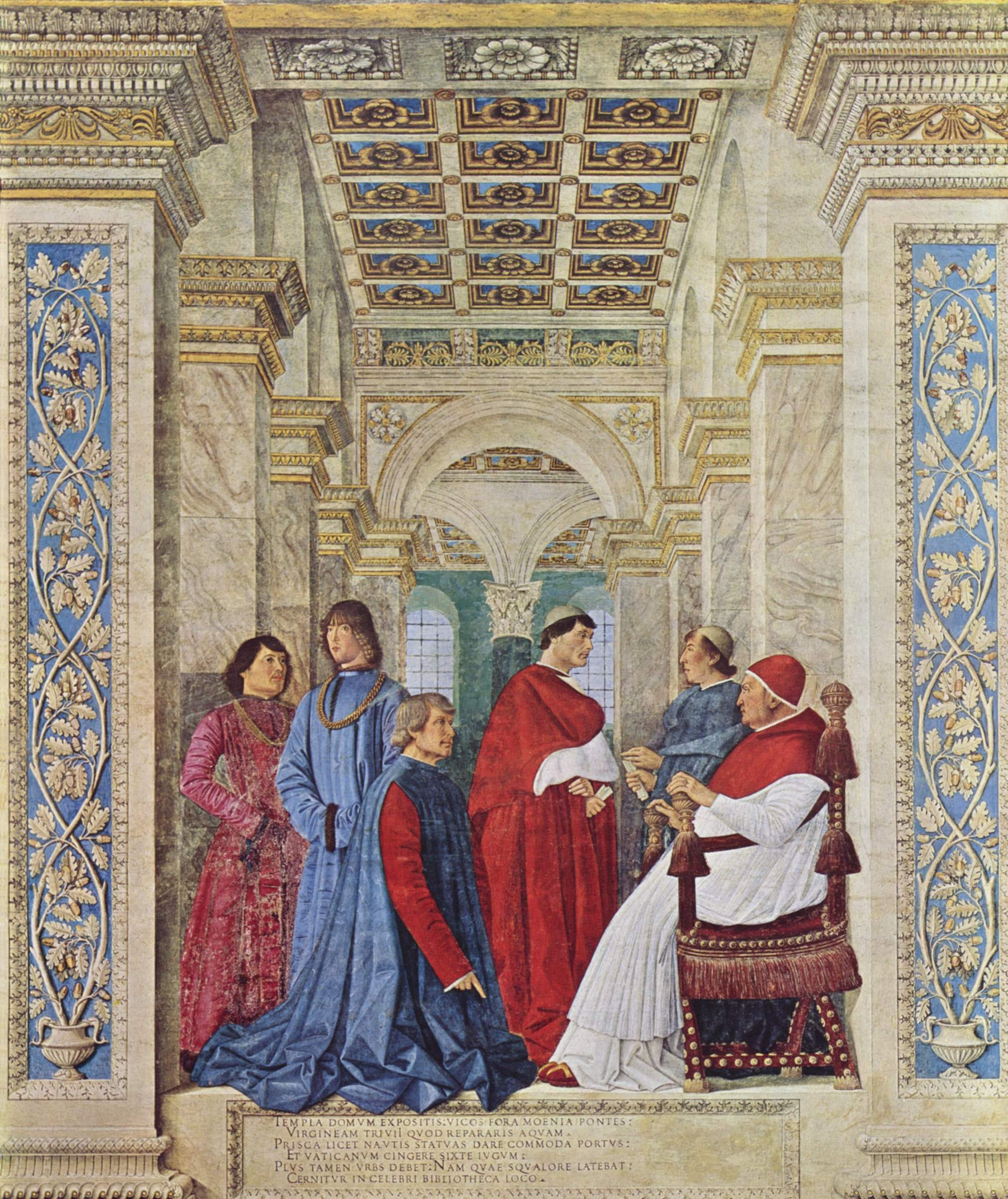
Melozzo da Forlì, Sisto IV nomina il Platina prefetto della biblioteca Vaticana (1477)

Sisto IV, eletto pontefice nell'agosto 1471, fu il continuatore ideale dei grandiosi progetti di Niccolò V. Già professore di teologia e generale dei francescani, poco dopo la sua elezione compì un gesto dal forte valore simbolico, restituendo al popolo romano il Campidoglio, dove vennero collocati rilievi e bronzi antichi in grado di tramandare la memoria imperiale, tra cui la Lupa.
Si circondò di importanti umanisti, come il Platina o Giovanni Alvise Toscani, e per loro rifondò, arricchì e ampliò la Biblioteca Vaticana. Pictor papalis fu nominato Melozzo da Forlì, che affrescò uno degli emblemi della cultura umanistica romana dell'epoca, Sisto IV nomina il Platina prefetto della biblioteca Vaticana (1477), dove il papa è ritratto tra i suoi nipoti in una sfarzosa architettura classicheggiante. Pochi anni dopo, per Giuliano della Rovere, Melozzo affrescò l'abside della basilica dei Santi Apostoli con un'Ascensione tra Apostoli e Angeli musicanti, considerata il primo esempio pienamente consapevole di prospettiva "da sott'in su".
Papa Sisto commissionò il ponte Sisto che, inaugurato per il Giubileo del 1475, doveva facilitare l'accesso a San Pietro dei pellegrini provenienti dalla riva sinistra del Tevere, fin allora costretti ad accalcarsi sul Ponte Sant'Angelo con frequenti incidenti. Allo stesso scopo aprì una nuova strada (la Via Sistina, l'odierno Borgo Sant'Angelo) nel rione di Borgo. Fece anche ricostruire San Vitale nel 1475. Sancì il primo tentativo di riorganizzazione del Calendario Giuliano da parte di Regiomontano e chiamò a Roma Joaquin Desprez per la sua musica. Il suo monumento funerario in bronzo, nella Basilica di San Pietro, che sembra un gigantesco cofanetto di oreficeria, è di Antonio Pollaiuolo.

#### La prima fase della Cappella Sistina

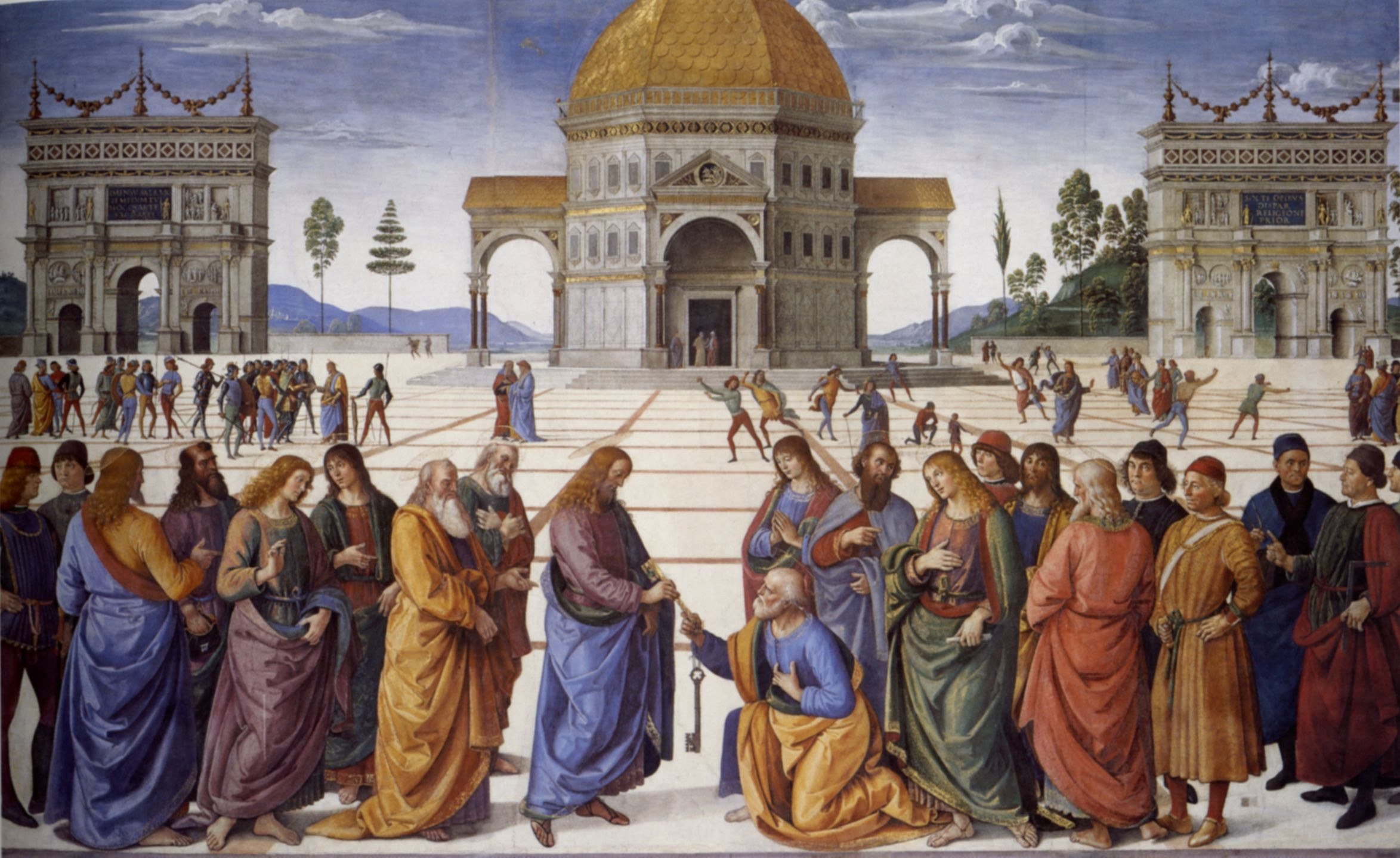
Perugino, Consegna delle chiavi

Il progetto più ambizioso e di maggior risonanza del pontificato di Sisto IV fu comunque la ricostruzione e la decorazione della cappella palatina del Vaticano, che più tardi venne chiamata in suo onore Cappella Sistina. L'ambiente era destinato a ospitare le più solenni e cerimoniose funzioni del calendario liturgico della corte papale, per cui doveva essere una cornice sufficientemente fastosa e monumentale, in grado di esprimere il concetto della Majestas papalis a chiunque vi fosse entrato: il collegio dei cardinali, i generali degli ordini monastici, i diplomatici accreditati, l'alta burocrazia pontificia, il senatore e i conservatori della città di Roma, i patriarchi, i vescovi e i principi e le altre personalità eminenti in visita nella città.
La demolizione parziale del quasi fatiscente edificio preesistente avviò nel 1477 e la nuova costruzione, con le inevitabili irregolarità, venne edificata velocemente sotto la direzione di Giovannino de' Dolci. Entro il 1481 doveva essere già ultimata, poiché si mise mano alla decorazione ad affresco.
Per papa Sisto già lavorava, in quegli anni, il Perugino, giovane e promettente artista umbro ma di formazione in parte fiorentina, autore di un perduto ciclo di affreschi nella cappella della Concezione, situata nel coro della Basilica vaticana (1479). Soddisfatto del risultato di questa prima commissione al papa dovette venire naturale di affidare all'umbro la decorazione ad affresco dell'intera Cappella Sistina, ma presto, dal 1481, Lorenzo il Magnifico, desideroso di riappacificarsi col papa dopo la rottura con la congiura dei Pazzi, inviò i migliori giovani "frescanti" attivi allora sulla scena fiorentina: Sandro Botticelli, Domenico Ghirlandaio e Cosimo Rosselli coi rispettivi aiutanti, alcuni dei quali divennero in seguito nomi noti sulla scena artistica.

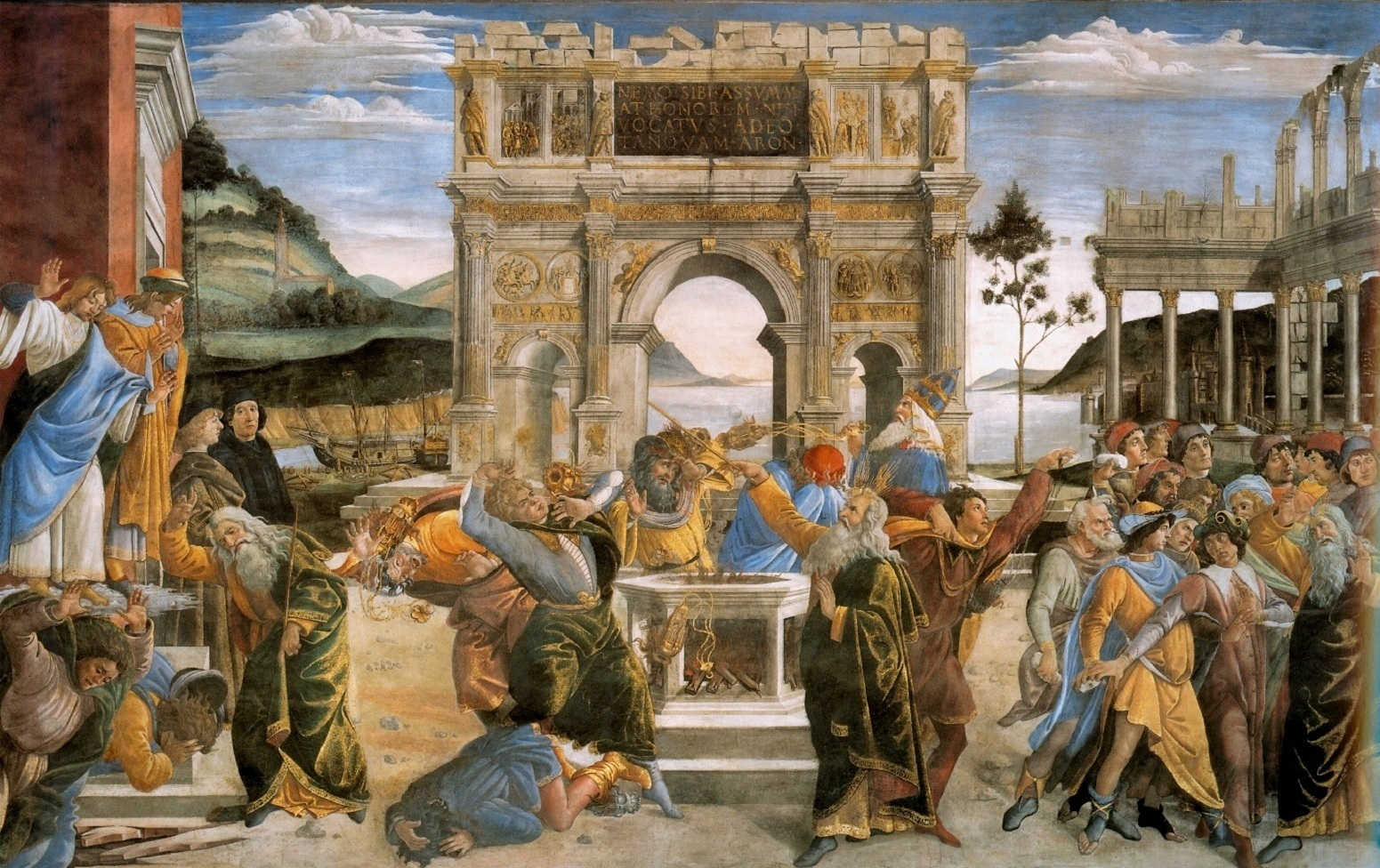
Botticelli, Punizione dei ribelli

Questo team, in tempi molto concisi (non molto più di anno per quasi tutti loro), si dedicò alla decorazione della fascia mediana delle pareti dove, sotto una serie di Papi tra le finestre, si trovavano dodici storie in parallelo delle Storie di Mosé e di Gesù. Le corrispondenze tra Antico e Nuovo Testamento simboleggiavano la continuità della trasmissione della legge divina dalle Tavole della Legge fino al nuovo patto con gli uomini riaggiornato con la venuta di Cristo. Con la scena della Consegna delle chiavi si ribadiva poi il passaggio dei poteri a san Pietro e da questi, sottintendendo, ai suoi successori, cioè ai pontefici stessi. La funzione di potenza universale del papa era poi esplicitata da altri significati allegorici, come la scena della Punizione dei ribelli, che ricordava il trattamento che Dio poteva riservare a chi si opponesse all'autorità del suo rappresentante sulla terra, cioè il papa.
I pittori della Sistina si attennero a comuni convenzioni rappresentative in modo da far risultare il lavoro omogeneo come l'uso di una stessa scala dimensionale, struttura ritmica e rappresentazione paesaggistica; inoltre utilizzarono oltre che un'unica gamma cromatica, una moltitudine di lumeggiature in oro, che facevano risplendere le pitture ai bagliori delle torce e delle candele usate per l'illuminazione. Il risultato mostra un ampio respiro monumentale, con molte citazioni di architetture classiche (archi trionfali, edifici a pianta centrale), e un ritmo pacato e sicuro delle scene, la cui narrazione procede scorrevole.
La Cappella Sistina fissò così, ben prima degli interventi di Michelangelo, il punto di riferimento per l'arte rinascimentale, fissando i caratteri cardine per gli sviluppi del tardo Quattrocento.

### Innocenzo VIII (1484-1492)

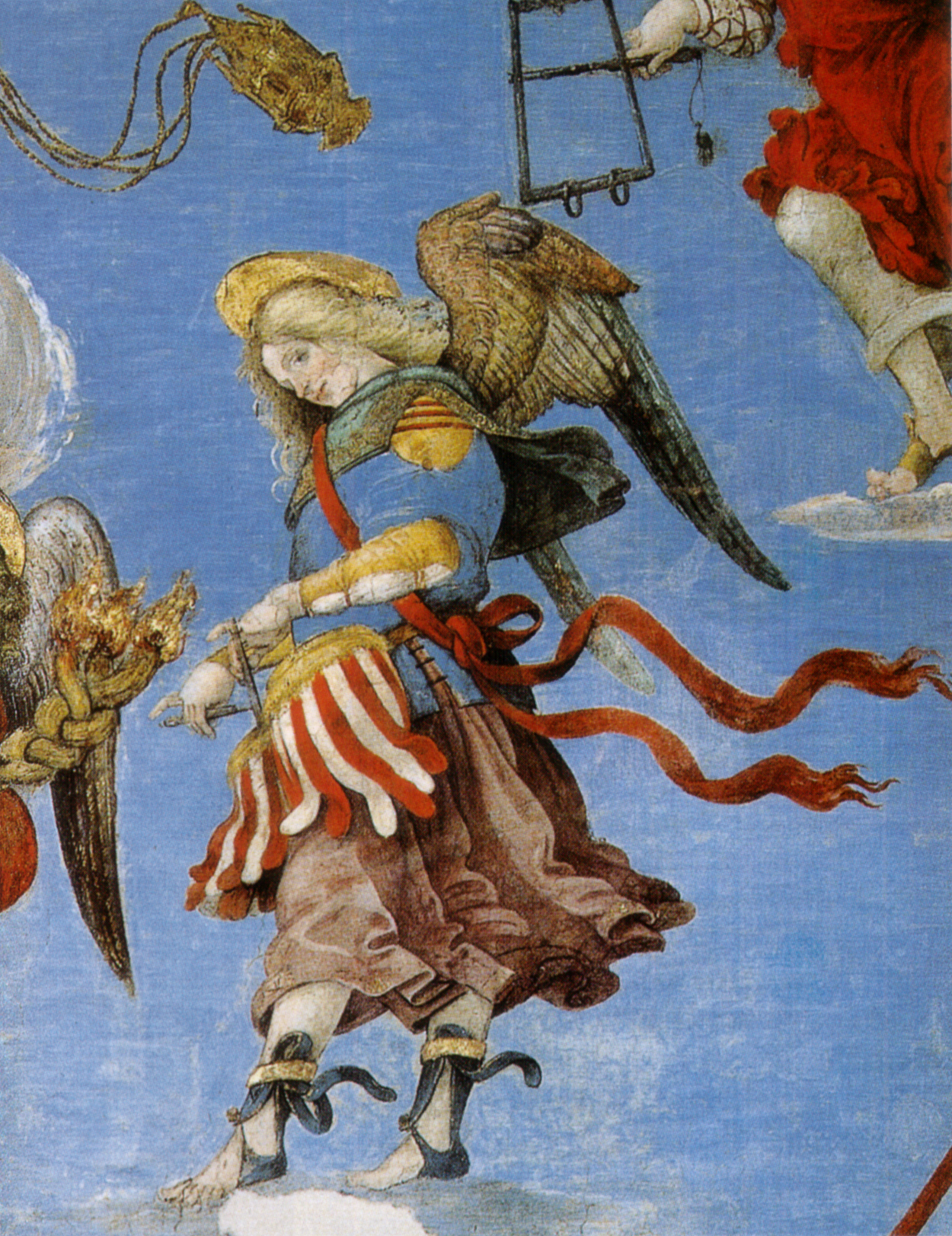
Filippino Lippi, dettaglio della Cappella Carafa (1488-1493)

Gli interventi operati da Innocenzo VIII, papa da 1484 al 1492, appaiono più scarsi rispetto a quelli del suo predecessore, anche per via della perdita dei frutti di alcune delle sue più illustri commissioni. Durante il suo pontificato ebbe comunque inizio quel revival classicista, legato alla prima epoca d'oro delle scoperte archeologiche romane (proprio in quegli anni erano state scoperte le "Grotte" affrescate della Domus Aurea), che era destinato a diventare il legante e il motivo di attrazione per un'eterogenea quantità di artisti.
La precoce partenza dei pittori della Sistina aveva generato un certo vuoto sulla scena artistica, che permise il veloce maturare, con commissioni importanti, di alcuni giovani assistenti dei maestri della Sistina. Si tratta soprattutto di iniziative legate a cardinali, altri prelati e altri dignitari della curia, come Oliviero Carafa, che commissionò un ciclo di affreschi a Filippino Lippi (1488-1493), o Manno Bufalini, finanziatore di un ciclo di Pinturicchio (1484-1486 circa).

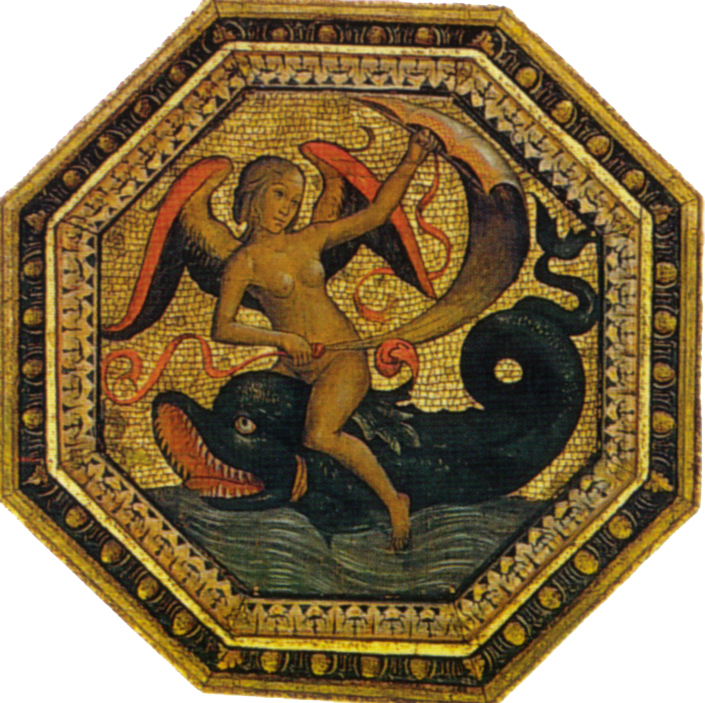
Pinturicchio, una formella del Soffitto dei Semidei (1490), palazzo dei Penitenzieri, Roma

Il Lippi dimostrò di aver appreso la lezione di Melozzo, aggiornata al fiorire del revival classicista. In questo contesto elaborò uno stile unico, caratterizzato da un'estrosa visione anticlassica, dove l'immagine è frammentata in un eclettico insieme di citazioni e rimandi alla scultura e alla decorazione dell'antichità, accumulati con una fantasia illumitata e amante del capriccio.
Pinturicchio ebbe un successo larghissimo, che lo portò a diventare presto il pittore favorito di casa Della Rovere e Borgia (preannunciando le grandi opere sotto Alessandro VI), e fu anche al servizio del papa, per il quale dipinse una serie di quasi del tutto perduti affreschi nella Loggia del Belvedere, con panorami di città italiane viste "a volo d'uccello", rappresentate con uno stile veloce e compendiario, nonché primo esempio di ripresa del genere antico della pittura paesistica del secondo stile pompeiano. In opere successive, come il Soffitto dei Semidei per il cardinale Domenico Della Rovere, mostrò un gusto capace di ricreare suggestioni antiche con uno stile ornato e sfarzoso, quasi miniaturistico.
La moda archeologica spinse il papa a richiedere a Francesco II Gonzaga, nel 1487, l'invio di quello che era allora considerato il più valido interprete dello stile antico, Andrea Mantegna, reduce dallo straordinario successo dei Trionfi di Cesare. Il pittore padovano decorò la cappella del Belvedere con affreschi (1490), poi distrutti ma ricordati come "amenissimi", che "paiono una cosa miniata" con vedute di città e villaggi, finti marmi e illusioni architettoniche, festoni, putti, allegorie e numerose figure.

### Alessandro VI (1492-1503)

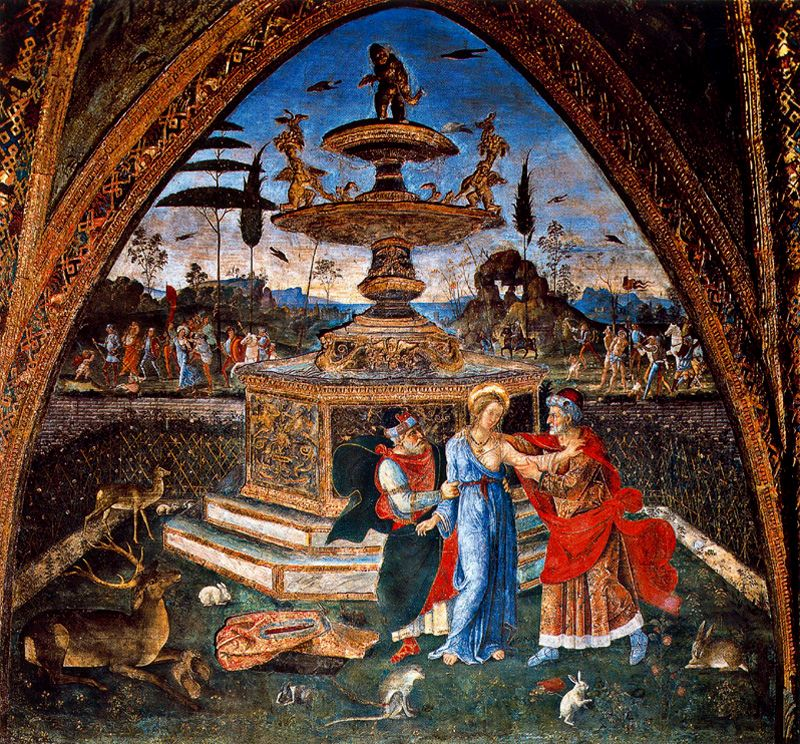
Appartamento Borgia, Susanna e i vecchioni (1492-1494)

#### Pittura
L'ultimo scorcio di secolo fu dominato dalla figura di papa Alessandro VI Borgia, originario di Valencia. Il gusto ornato, sovraccarico, esuberante - mutuato dall'arte catalana - e aggiornato con citazioni antiquarie e rimandi colti al mondo umanistico trova il suo interprete ideale in Bernardino Pinturicchio, già distintosi nell'ambiente romano. A lui il papa affidò i lavori di decorazione di sei grandi stanze recentemente rinnovate nel Palazzo Apostolico, dette Appartamento Borgia. Si trattò di un'impresa artistica così vasta e ambiziosamente unitaria che non aveva precedenti nell'Italia rinascimentale, fatta eccezione per il ciclo della Sistina.
Il risultato fu uno scrigno di decorazioni preziose e raffinate, con infinite dorature e grottesche in cui baluginano continuamente i riflessi dell'oro su pareti e soffitti, legandosi al retaggio del gotico internazionale. Il programma iconografico fondeva la dottrina cristiana con continui richiami al gusto archeologico allora in voga a Roma, e fu quasi sicuramente dettato dai letterati della corte papale. Emblematico fu il ripescaggio della leggenda greco-egiziana di Io/Iside e Api/Osiride, in cui la doppia trasformazione dei protagonisti in bovini rimanda all'arme araldica dei Borgia e ad altri significati legati alla celebrazione di papa Alessandro come sovrano pacificatore.

#### Scultura

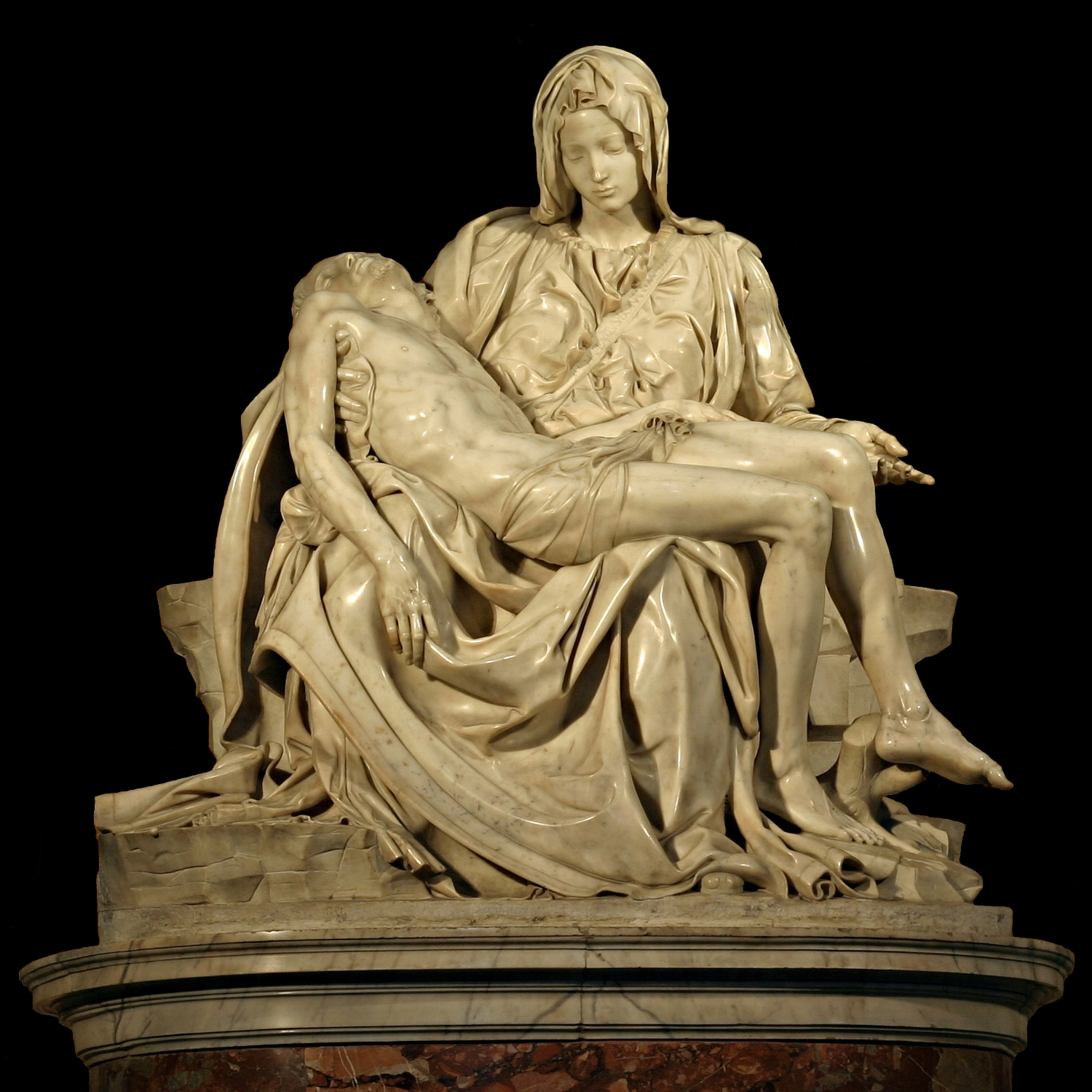
Michelangelo, Pietà vaticana (1498-1499)

Sotto il pontificato di Alessandro VI avvenne anche il primo soggiorno del giovane Michelangelo a Roma. Coinvolto in un tentativo di truffa ai danni del cardinale Raffaele Riario, in cui il suo Cupido dormiente, opportunamente sotterrato, venne spacciato per statua antica, fu poi invitato a Roma dallo stesso cardinale, desideroso di conoscere l'artefice in grado di rivaleggiare con l'antico. Michelangelo arrivò così a Roma nel 1496, dove ricevette la commissione di un Bacco, statua a tutto tondo che riprende nelle dimensioni e nei modi l'arte antica, in particolare ellenistica. Il dio è infatti ritratto durante l'ebbrezza, con un corpo ben proporzionato e con effetti illusivi e tattili che non hanno equivalenti nell'arte del tempo.
Poco dopo, nel 1498, il cardinale Jean de Bilhères gli commissionò un'opera a soggetto cristiano, la celeberrima Pietà vaticana completata nel 1499. Rinnovando la tradizione iconografica delle Vesperbild lignee dell'Europa del Nord, Michelangelo concepì il corpo di Cristo come mollemente adagiato sulle gambe di Maria con straordinaria naturalezza, privo della rigidità delle rappresentazioni precedenti e con un'inedita compostezza di sentimenti. Le due figure sono raccordate dal panneggio delle gambe di Maria, dalle pieghe pensanti e frastagliate, generanti profondi effetti di chiaroscuro. Estremamente curata è la finitura dei dettagli, soprattutto nel modellato anatomico del corpo di Cristo, con effetti di morbidezza degni della statuaria in cera, come il dettaglio della carne tra il braccio e il costato, modificata dalla salda presa di Maria opposta al peso del corpo abbandonato.

## Il Cinquecento

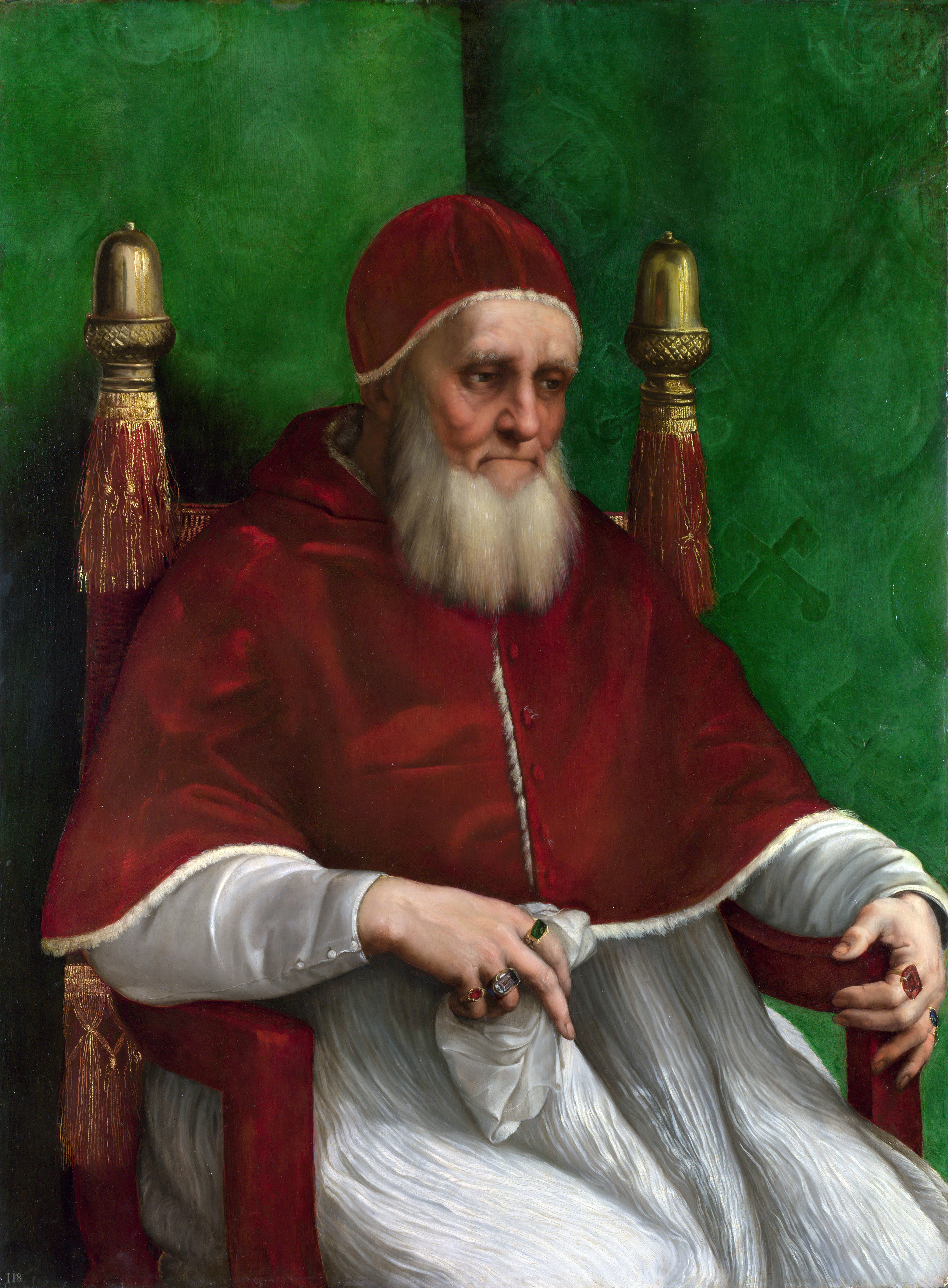
Raffaello, Ritratto di Giulio II (1511)

### Giulio II (1503-1513)
Giulio II, al secolo Giuliano Della Rovere, fu un pontefice estremamente energico, che riprese con forza e determinazione i progetti di Renovatio dell'Urbe, sia sul piano monumentale che politico, nell'obiettivo di restituire a Roma e all'autorità papale la grandezza del passato imperiale. Se il suo pontificato viene definito disastroso dal punto di vista politico e finanziario, il suo intuito fu infallibile nella scelta degli artisti che meglio potessero attuare la vastità e l'audacia dei suoi propositi, e la sua figura è oggi ricordata soprattutto per i traguardi artistici.
Nipote di papa Sisto IV, che per lui fu sempre un importante modello, sin da cardinale Giuliano era stato un committente intelligente e la sua esperienza diretta come legato ad Avignone gli aveva fatto scoprire come la residenza papale in terra di Francia fosse ben più splendida e grandiosa di quella romana.
La sua volontà di ferro perseguì il mito della restauratio imperii, intrecciando saldamente politica e arte, e avvalendosi dei più grandi artisti viventi, come Bramante, Michelangelo e Raffaello, ai quali affidò, coinvolgendoli, progetti di grande impegno e prestigio, nei quali essi poterono sviluppare al massimo le proprie straordinarie capacità.

#### Bramante

Progetto di Bramante per la basilica di San Pietro

Bramante si trovava a Roma già all'alba del secolo, dopo la caduta di Ludovico il Moro. Qui aveva ripreso le meditazioni sulla sua strutturazione organica e coerente di edifici con il chiostro di Santa Maria della Pace (1500-1504) e con il tempietto di San Pietro in Montorio (1502). Quest'ultimo edificio, a pianta centrale, ha una forma cilindrica contornata da un colonnato tuscanico, con tamburo e cupola, ed era originariamente destinato a essere al centro di un cortile centrale porticato. Appariva già evidente come i motivi dell'arte antica fossero rielaborati in forme "moderne", fornendo fondamentali spunti agli architetti successivi.
Nel 1503 Giulio II lo nominò sovrintendente generale delle fabbriche papali, affidandogli il collegamento tra il palazzo Apostolico e la residenza estiva del Belvedere progettata ai tempi di Innocenzo VIII. Il piano originario, attuato solo in parte e stravolto dalla costruzione di un ulteriore corpo di fabbrica trasversale alla fine del Cinquecento, prevedeva un vasto cortile a terrazze tra due grandi ali decrescenti, con scalinate scenografiche e una grande esedra al culmine, di chiara ispirazione antica (il santuario di Palestrina e le descrizioni di ville romane).
Sotto la supervisione di Bramante venne inoltre progettato un nuovo assetto viario in città, con l'apertura di via Giulia e con la sistemazione della Lungara, che dai Borghi portava alla porta Settimiana e che nei progetti avrebbe dovuto innestarsi sulla via Portuense.
Nei primi mesi del 1506 il pontefice, vista l'impossibilità di attuare i progetti dei suoi predecessori nella Basilica vaticana (costruzione di una cupola all'innesto dei bracci), prese l'audace decisione di abbattere e ricostruire interamente la basilica, risalente all'epoca di Costantino. Bramante elaborò vari progetti, ma quello che venne scelto mostrava l'uso in pianta della croce greca, a culminare le riflessioni sul tema della pianta centrale elaborate in quegli anni. Era prevista un'enorme cupola emisferica e quattro cupole minori alle estremità dei bracci, alternate a quattro torri angolari. Dal 1506 al 1514 Bramante seguì i lavori alla basilica e sebbene il suo progetto venisse poi abbandonato dai suoi successori in favore di una basilica a croce latina, immutati sono rimasti il diametro della cupola (40 metri, quasi quanto quella del Pantheon) e le dimensioni della crociera, con i pilastri già in via di completamento alla morte dell'architetto.

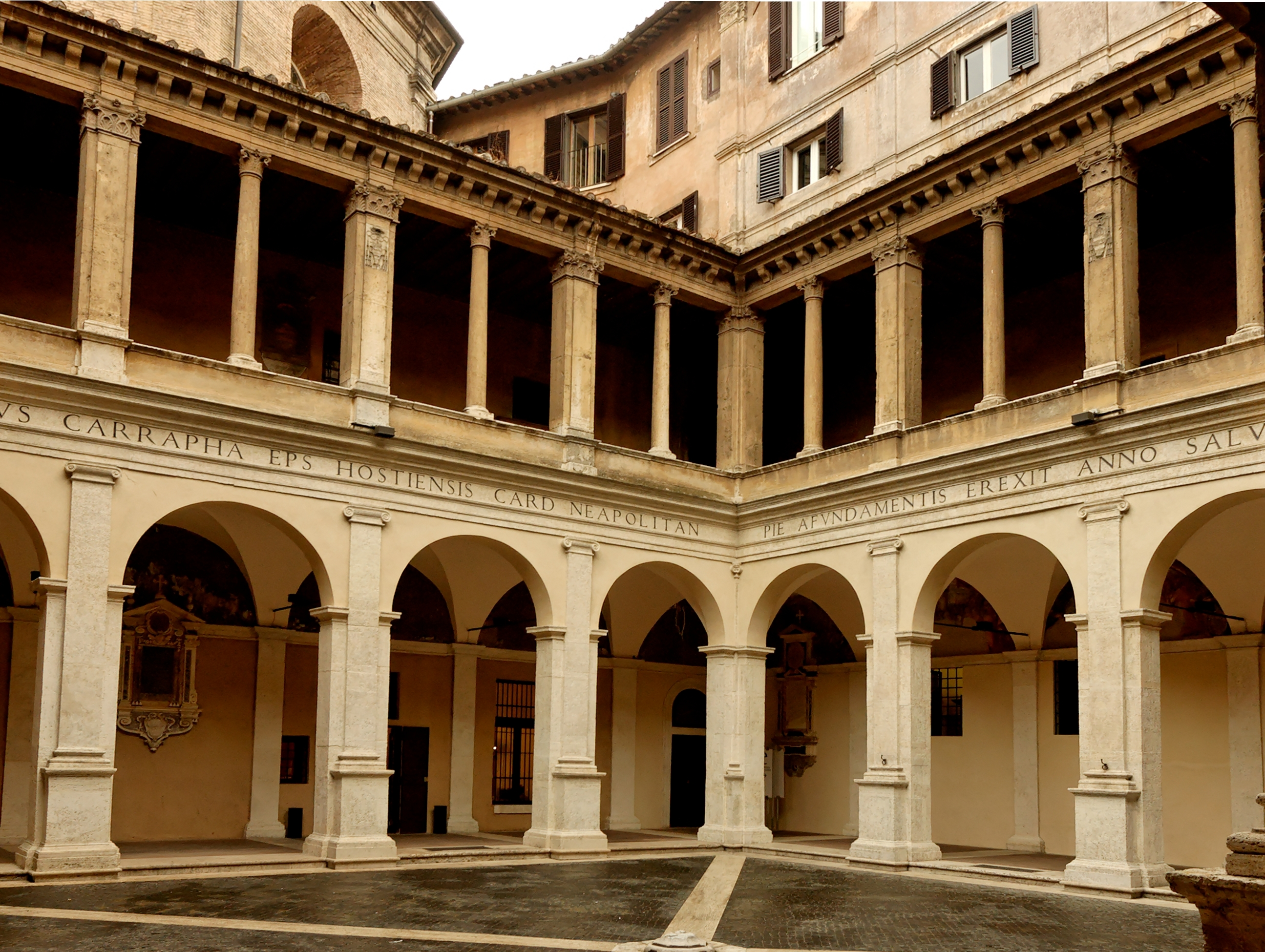
Chiostro di Santa Maria della Pace
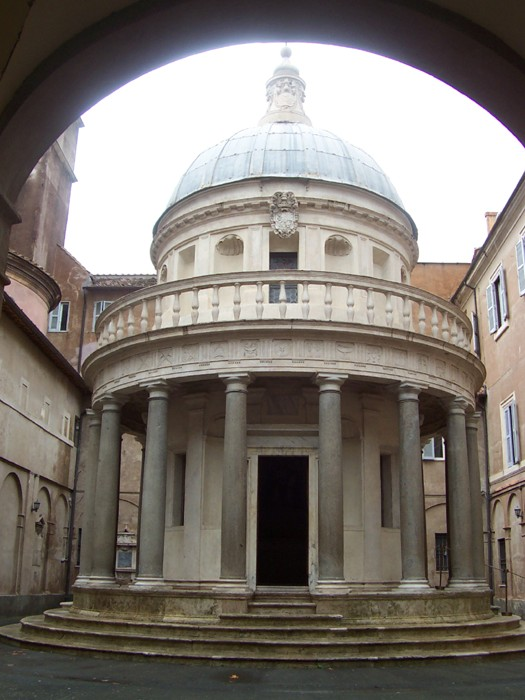
Tempietto di San Pietro in Montorio
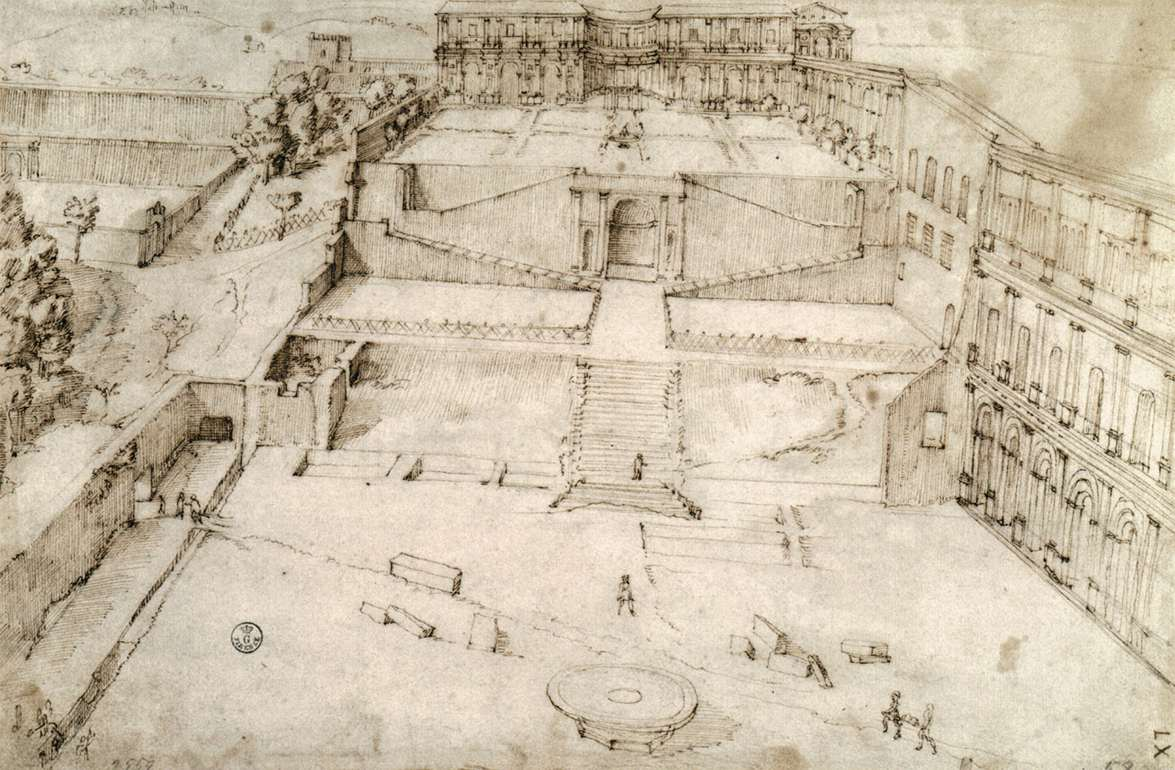
Giovanni Antonio Dosio, disegno del cortile del Belvedere secondo i progetti di Bramante

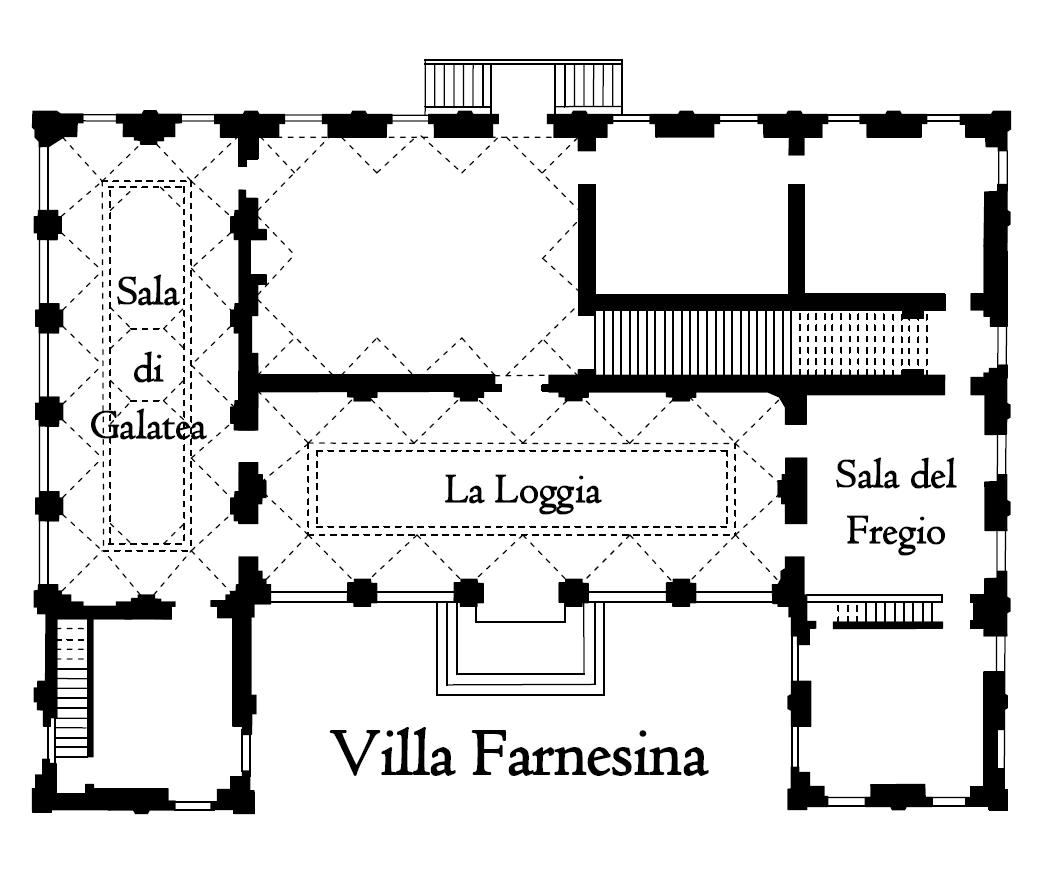
Pianta di Villa la Farnesina

#### Baldassarre Peruzzi
L'altro grande architetto attivo nella capitale in quegli anni era il senese Baldassarre Peruzzi. Lavorò soprattutto per il raffinato banchiere Agostino Chigi, per il quale progettò la villa della Farnesina (all'epoca chiamata Villa Chigi), composta come un libero uso di elementi classici, di particolare originalità nella facciata sui giardini, dove si trovano due avancorpi laterali e una loggetta centrale al piano terra che fa da filtro tra l'ambiente naturale e la struttura architettonica.

#### Michelangelo: la tomba di Giulio II (primo progetto)

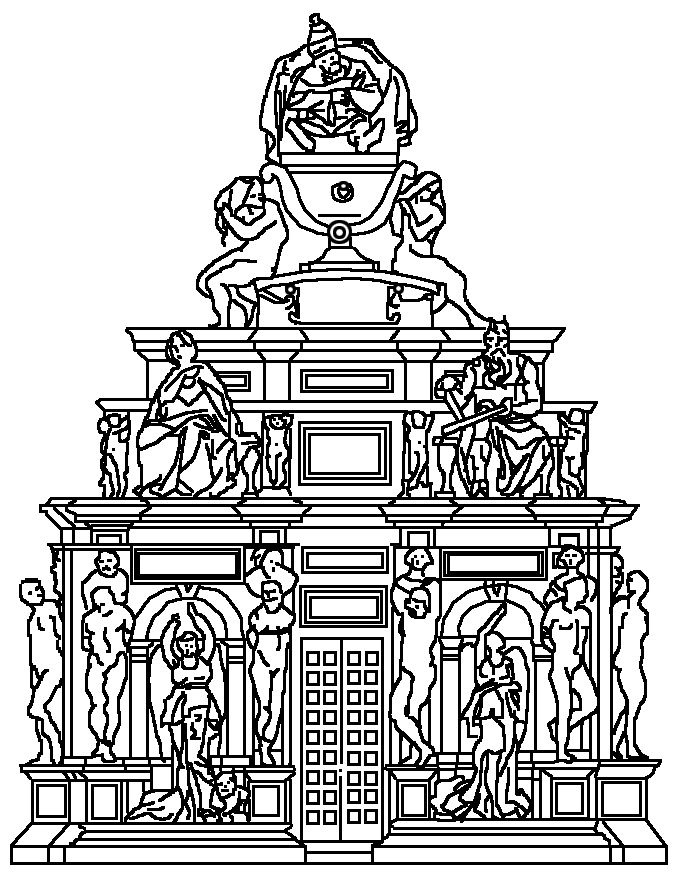
Ricostruzione ipotetica del progetto del 1505

Fu probabilmente Giuliano da Sangallo a raccontare a papa Giulio II, nel 1505, gli strabilianti successi fiorentini di Michelangelo, tra i quali la scultura del colossale David..
Convocato a Roma, Michelangelo si vide affidare il compito di una monumentale sepoltura per il papa, da collocarsi nella tribuna della nuova basilica di San Pietro.
Il primo progetto prevedeva una colossale struttura architettonica isolata nello spazio, composta da tre ordini che dalla base rettangolare andavano restringendosi gradualmente in una forma pressoché piramidale. Attorno al catafalco del papa, in posizione sopraelevata, erano previste una quarantina di statue dimensionate in scala superiore al naturale, alcune libere nello spazio, altre addossate a nicchie o ai pilastri, all'insegna di un gusto per la grandiosità e l'articolazione complessa, su tutte e quattro le facciate dell'architettura. Il tema della decorazione statuaria era il transito dalla morte terrena alla vita eterna dell'anima, con un processo di liberazione dalla prigionia della materia e dalla schiavitù della carne.
Partito per Carrara per scegliere i marmi, Michelangelo subì però, stando alle fonti antiche, una sorta di complotto ai suoi danni da parte degli artisti della corte pontificia, tra cui soprattutto Bramante, che distolse l'attenzione del papa dal progetto della sepoltura, giudicata di cattivo auspicio per una persona ancora in vita e nel pieno di ambiziosi progetti.
Fu così che nella primavera del 1506 Michelangelo, mentre tornava carico di marmi e di aspettative dopo estenuanti mesi di lavoro, fece l'amara scoperta che il suo progetto mastodontico non era più al centro degli interessi del pontefice, accantonato in favore dell'impresa della basilica e di nuovi piani bellici contro Perugia e Bologna.
Il Buonarroti, non riuscendo a ricevere nemmeno un'udienza chiarificatrice, fuggì in tutta fretta a Firenze, dove riprese alcuni progetti sospesi prima della sua partenza. Ci vollero le ripetute e minacciose richieste del papa perché Michelangelo prendesse infine in considerazione l'ipotesi della riconciliazione. L'occasione venne data dalla presenza del papa a Bologna nel 1507: qui l'artista fuse per il papa una statua in bronzo e pochi anni dopo, a Roma, ottenne la commissione "riparatrice" per la decorazione della volta della Cappella Sistina.

#### Michelangelo: la volta della Sistina

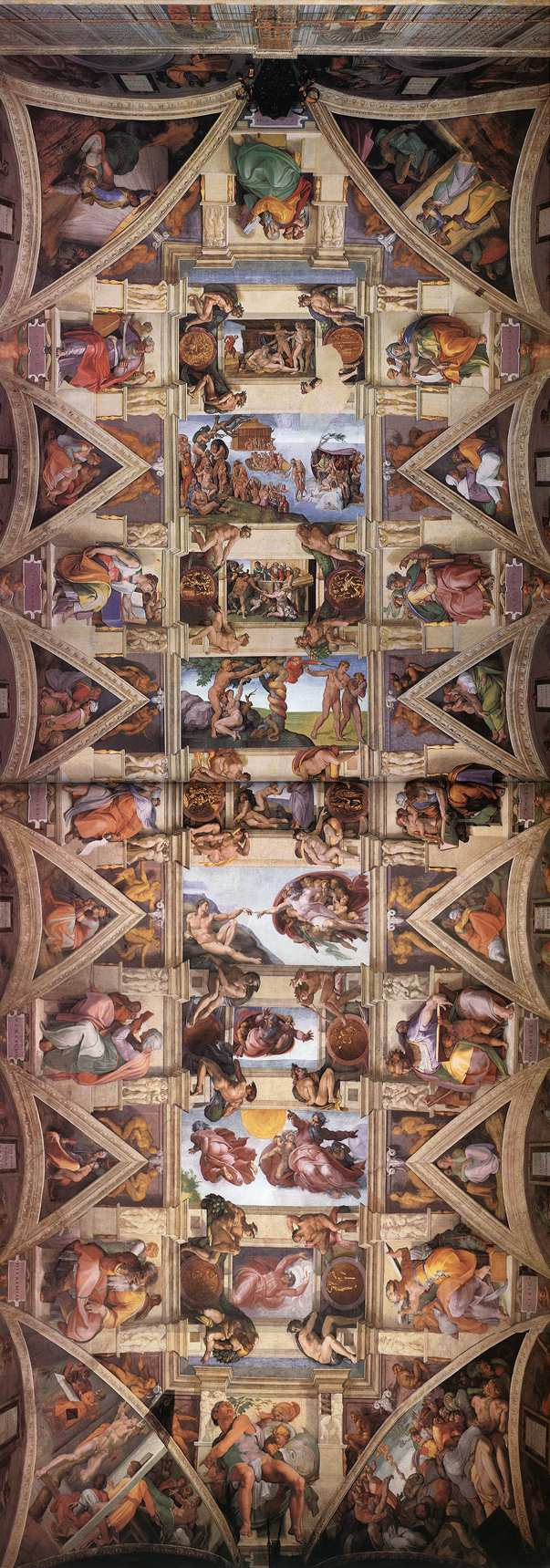
Volta della Cappella Sistina

Processi di assestamento avevano crepato la volta della Cappella Sistina nella primavera del 1504, rendendone inevitabile un rifacimento. La scelta cadde sul Buonarroti, nonostante la sua scarsa esperienza con la tecnica dell'affresco, per tenerlo occupato con una grande impresa. Dopo alcune esitazioni venne elaborato un primo progetto, con figure di apostoli sui peducci e quadrature architettoniche, arricchito presto con le Storie della Genesi nei riquadri centrali, figure di Veggenti sui peducci, episodi biblici e Antenati di Cristo sulle vele, nonché la decorazione delle lunette sopra la serie quattrocentesca dei papi. A ciò si aggiungono altre figure di riempimento, quali gli Ignudi, i medaglioni con altre scene bibliche e le figurette dei Nudi bronzei.
Le scene centrali vanno lette dall'altare verso la porta principale di ingresso, ma Michelangelo le iniziò a dipingere dal lato opposto; i teologi al servizio del papa lo aiutarono certamente a elaborare un complesso decorativo di grande completezza e dalle molteplici letture: le storie della Genesi ad esempio sono leggibili anche all'incontro, come prefigurazioni della Passione e resurrezione di Cristo, seguendo la lettura che idealmente compiva il corteo papale quando entrava nella cappella durante le più importanti solennità, quelle della Settimana Santa.
Nel luglio del 1508 il ponteggio, occupante circa metà della cappella (in modo da non pregiudicare le attività liturgiche), era pronto e Michelangelo avviò la stesura ad affresco. Inizialmente si fece aiutare da una serie di colleghi chiamati appositamente da Firenze, ma insoddisfatto dei loro risultati li licenziò a breve, procedendo nell'immane compito in solitudine, a parte alcuni garzoni per i compiti preparativi secondari. Se per le scene centrali utilizzava cartoni riportati a spolvero, nelle scene laterali delle lunette procedette con incredibile celerità, dipingendo di getto su abbozzi direttamente schizzati sulla parete. Nell'agosto del 1510 l'opera era quasi a metà ed era ora di smontare il panneggio per ricostruirlo dall'altra parte.
In tale occasione l'artista poté finalmente vedere il proprio lavoro dal basso e prese la decisione di aumentare la scala delle figure, con scene meno affollate ma di maggiore effetto dal basso, ambientazioni più spoglie, gesti più eloquenti, meno piani di profondità. Dopo un'interruzione di circa un anno dei lavori, dovuta agli impegni militari del pontefice, nel 1511 Michelangelo tornò all'opera, procedendo con un'incredibile speditezza. L'energia e la "terribilità" delle figure viene estremamente accentuata, dalla poderosa grandiosità della Creazione di Adamo, ai moti turbinosi delle prime tre scene della Creazione, in cui Dio Padre appare come unico protagonista. Anche le figure dei Profeti e delle Sibille crescono gradualmente in proporzioni e in pathos psicologico all'avvicinarsi all'altare, fino al furor divinatorio dell'enorme Giona.
Nell'insieme però le differenze stilistiche non si notano, grazie all'unificazione cromatica di tutto il ciclo, impostata a toni chiari e brillanti, come ha riscoperto l'ultimo restauro. È infatti soprattutto il colore a definire e modellare le forme, con effetti cangianti, diversi livelli di diluizione e con diversi gradi di finitezza (dalla perfetta finitezza delle cose in primo piano a uno sfumato opaco per quelle indietro), piuttosto che il ricorso alle tonalità scure d'ombra.

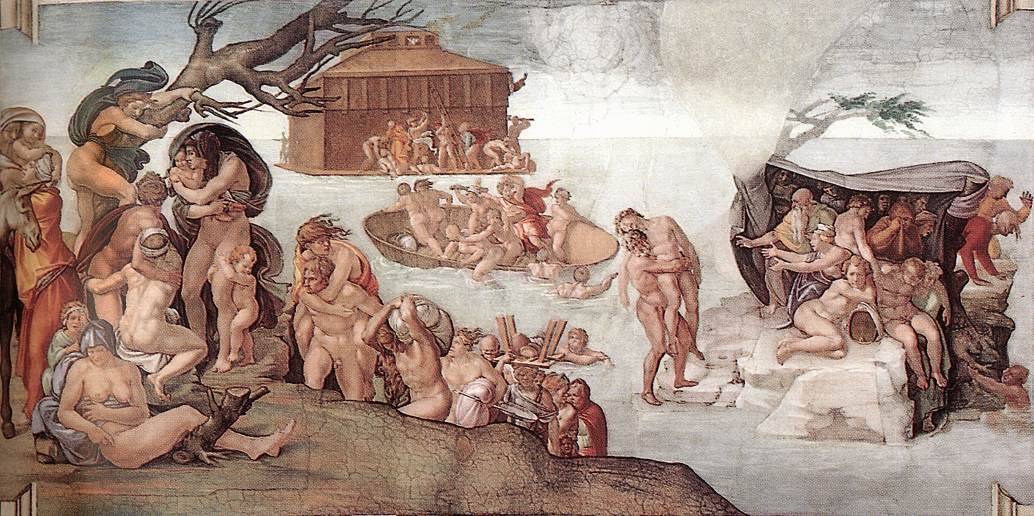
Diluvio Universale (prima fase)
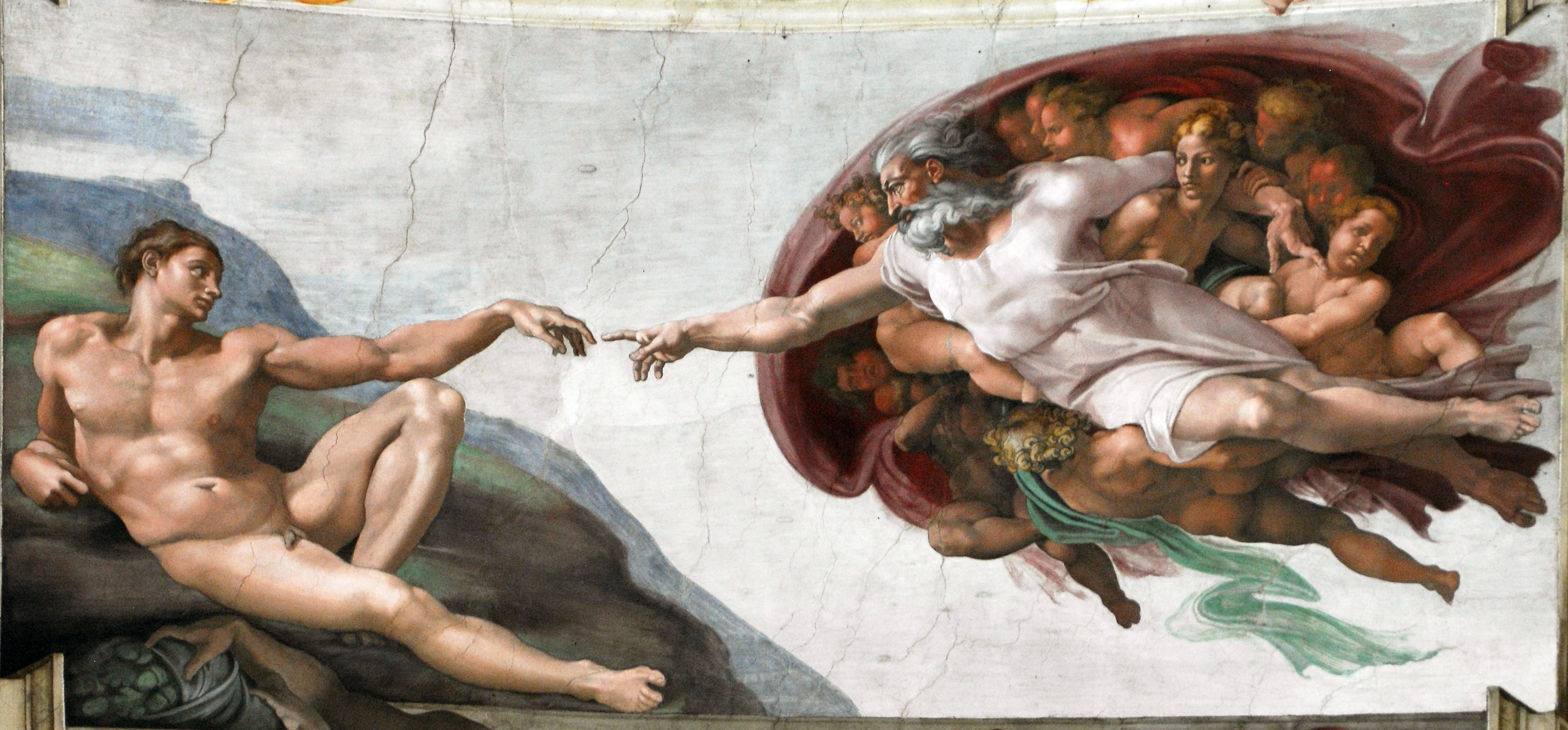
Creazione di Adamo (seconda fase)
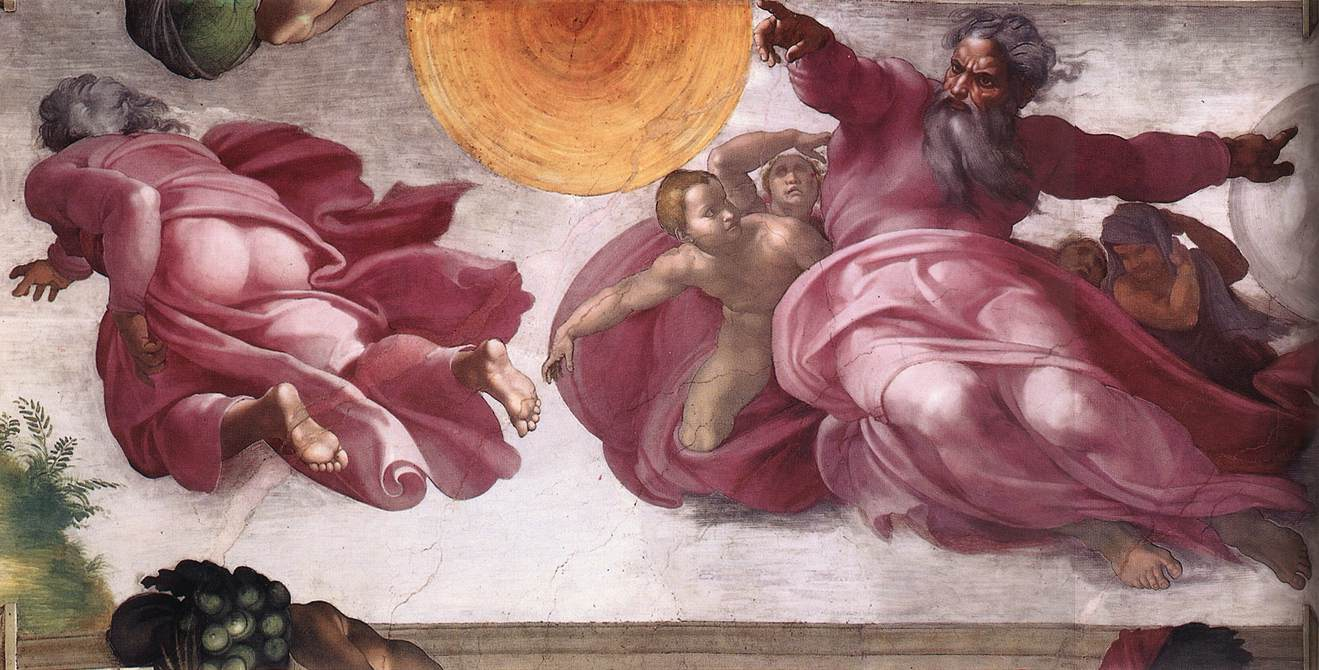
Creazione degli astri e delle piante (seconda fase)
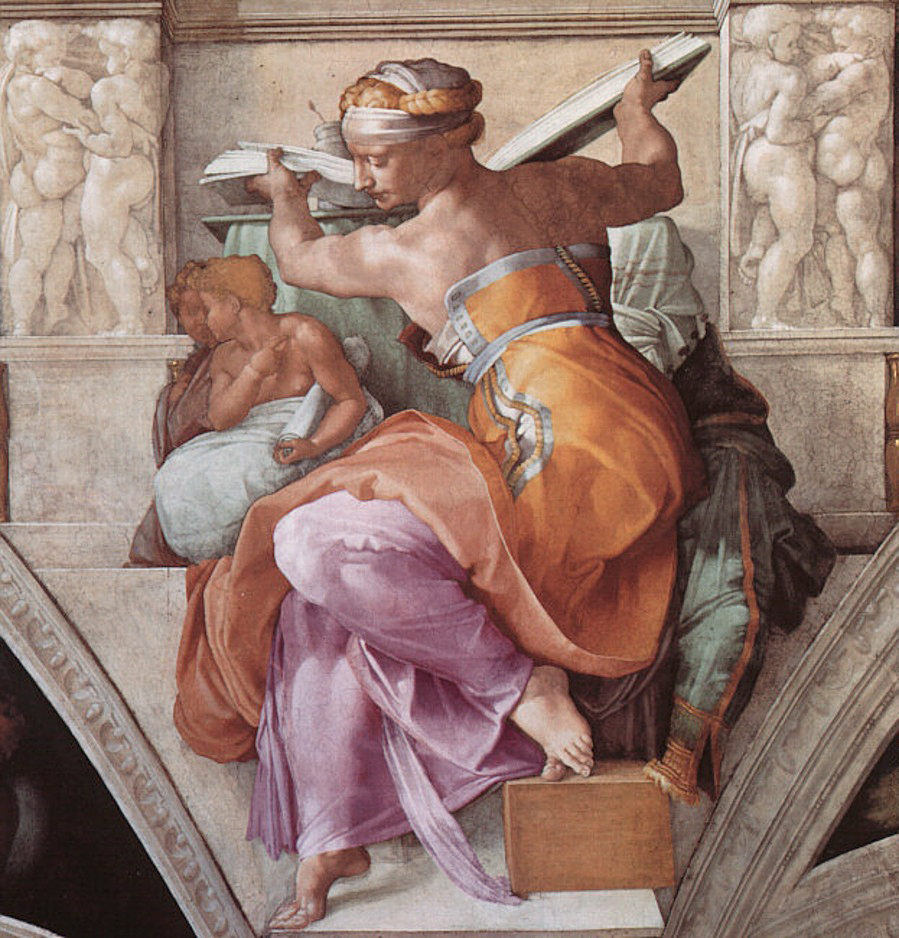
Sibilla Libica
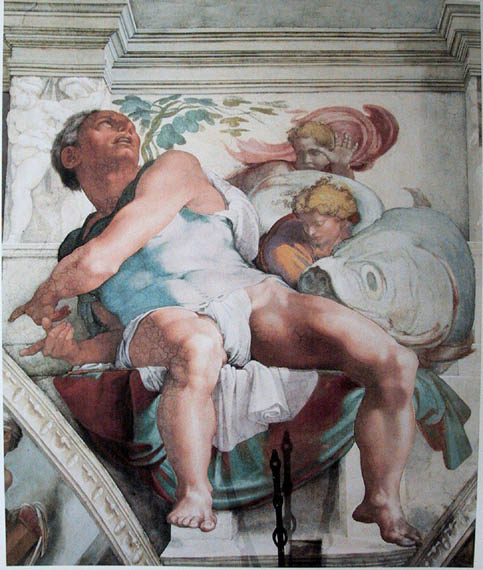
Giona

#### Raffaello: la Stanza della Segnatura

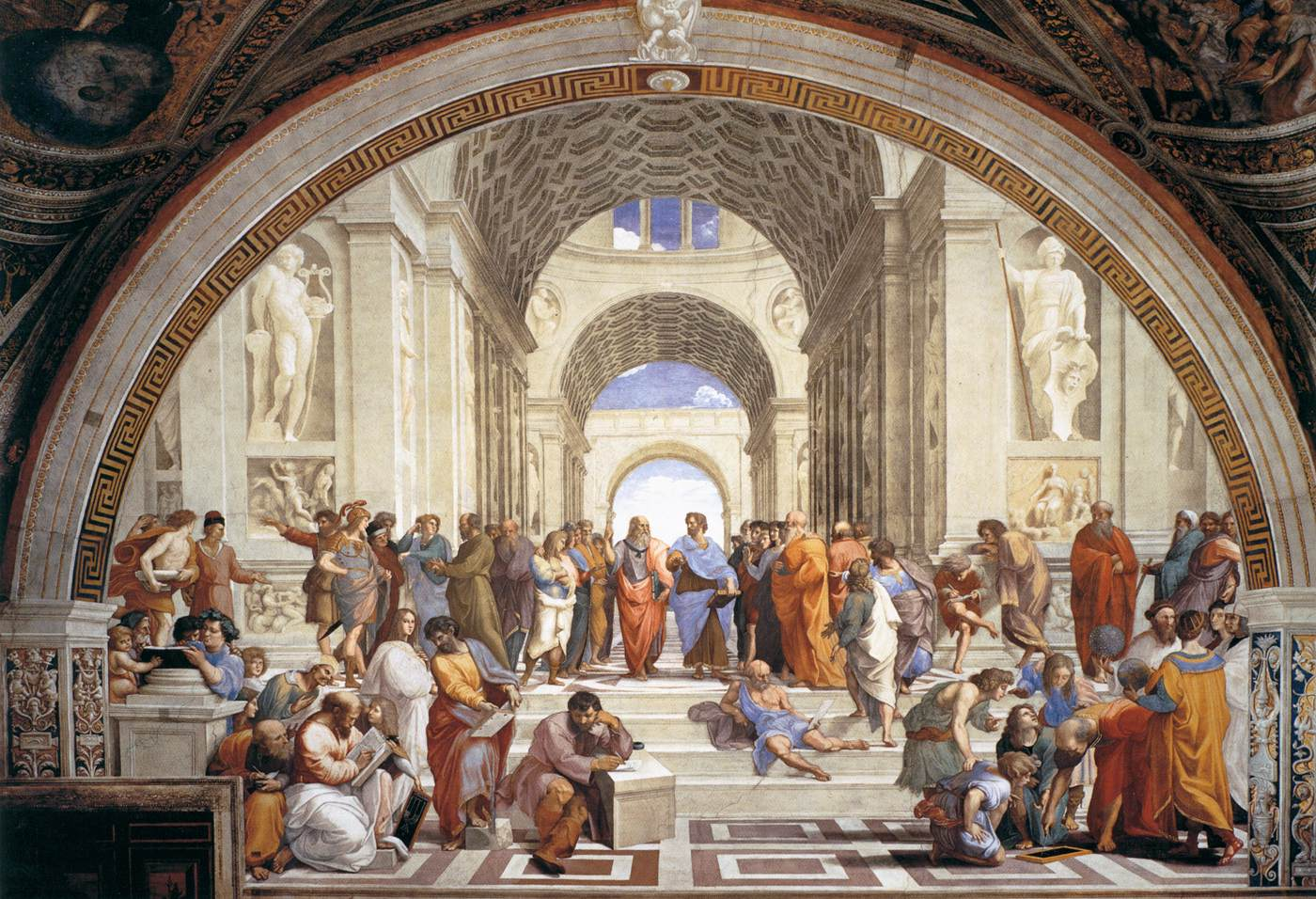
Scuola di Atene

L'altra grande impresa pittorica del pontificato di Giulio II è la decorazione di un nuovo appartamento ufficiale, le cosiddette Stanze Vaticane. Rifiutandosi di utilizzare l'Appartamento Borgia, il papa scelse alcuni ambienti al piano superiore, risalenti all'epoca di Niccolò V e in cui esistevano già decorazioni quattrocentesche di Piero della Francesca, Luca Signorelli e Bartolomeo della Gatta. Per prima cosa fece dipingere i soffitti a un gruppo composito di pittori, tra cui il Perugino, il Sodoma, Baldassarre Peruzzi, il Bramantino e Lorenzo Lotto, oltre allo specialista di grottesche Johannes Ruysch. Sul finire del 1508 si aggiunse Raffaello, fatto chiamare su consiglio di Bramante, suo concittadino.
Le prime prove nella volta e nei lunettoni della Stanza della Segnatura convinsero il pontefice a tal punto che affidò al Sanzio la decorazione di tutta la stanza e quindi dell'intero complesso, senza esitare a far distruggere le opere più antiche.
La Stanza della Segnatura venne decorata con scene legate alle categorie del sapere, forse in relazione a un ipotetico uso come biblioteca. La Disputa del Sacramento era una celebrazione della teologia, la Scuola di Atene della filosofia, il Parnaso della poesia e le Virtù e la Legge della giurisprudenza, a ciascuna delle quali corrispondevano anche figure simboliche sul soffitto.
Raffaello si rifiutò di operare una semplice galleria di ritratti di uomini illustri e figurazioni simboliche, come avevano fatto ad esempio Perugino o Pinturicchio, ma cercò di coinvolgere i personaggi in un'azione, caratterizzandoli con moti ed espressioni.

#### Raffaello: la Stanza di Eliodoro

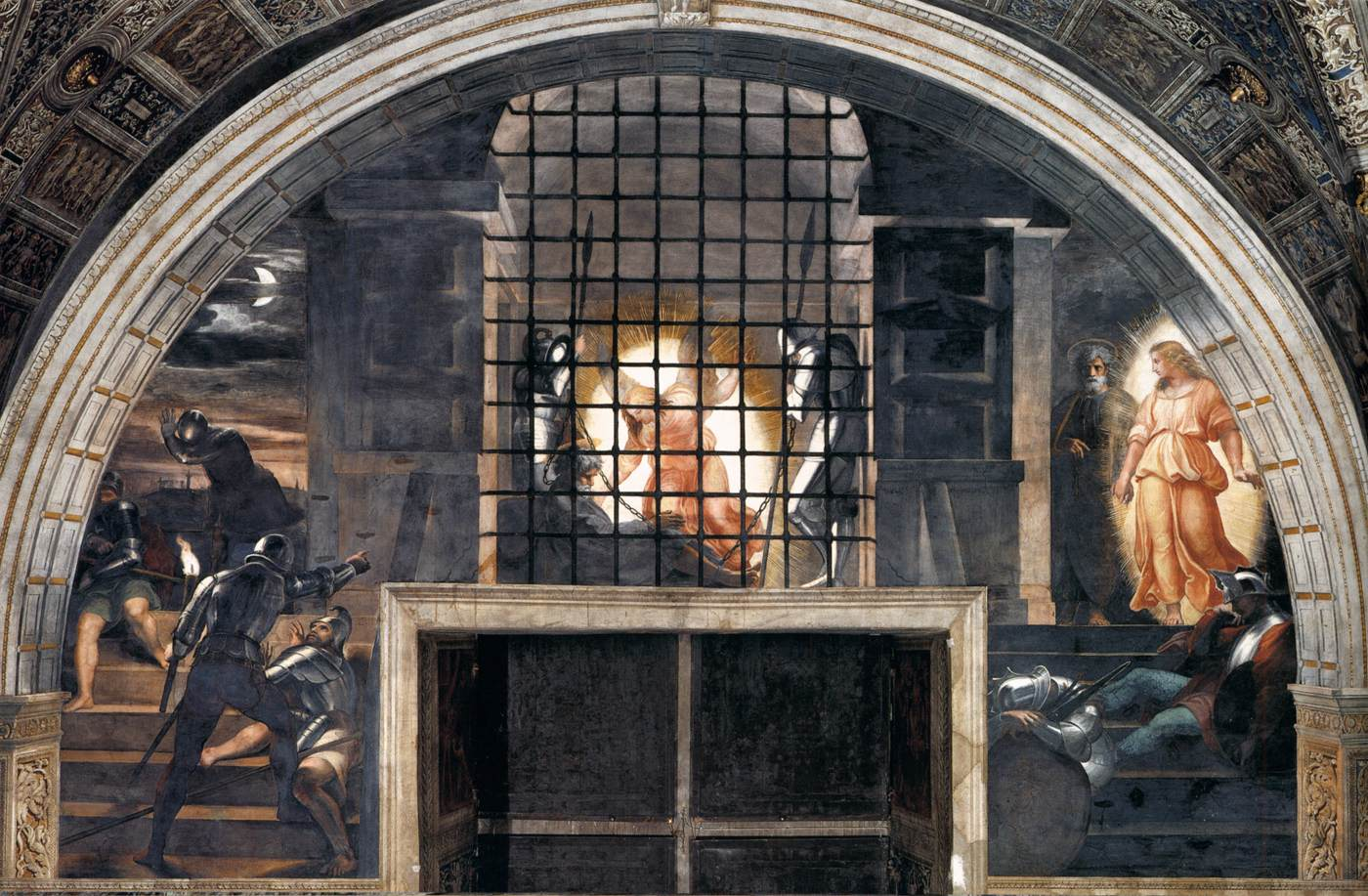
Liberazione di san Pietro

Nell'estate 1511, quando ancora non erano terminati i lavori alla Stanza della Segnatura, Raffaello stava già elaborando i disegni per un nuovo ambiente, la stanza poi detta di Eliodoro, usata come camera dell'Udienza.
Il pontefice aveva fatto ritorno a Roma in giugno, dopo le pesanti sconfitte nella campagna militare contro i francesi, che avevano significato la perdita di Bologna e la continua minaccia degli eserciti stranieri. I nuovi affreschi rispecchiarono il momento di incertezza politica, sottolineando l'ideologia del papa e il suo sogno di renovatio. Le scene di Eliodoro cacciato dal tempio e l'Incontro di Leone Magno con Attila mostrano infatti interventi miracolosi a favore della Chiesa contro nemici interni ed esterni, mentre la Messa di Bolsena tributa la devozione speciale del papa verso l'eucaristia e la Liberazione di san Pietro ricorda il trionfo del primo papa al culmine delle tribolazioni.
Il Sanzio aggiornò il suo linguaggio per le scene che richiedevano una componente storica e dinamica in grado di coinvolgere lo spettatore, prendendo spunto dagli affreschi di Michelangelo e utilizzando un'illuminazione più drammatica, con colori più densi e corposi. La concitazione dei gesti assume una forte carica espressiva, sollecitando una lettura accelerata dell'immagine (Cacciata di Eliodoro dal tempio), oppure su sottili equilibri compositivi (Messa di Bolsena), o accentuati contrasti luministici con un'articolazione pausata del racconto (Liberazione di san Pietro).
Lo studio dei modelli preparatori permette di rilevare un'attualizzazione degli affreschi agli avvenimenti del 1511-1512, con il momentaneo trionfo di Giulio II: il papa fu così aggiunto o messo in posizione più preminente negli affreschi.

### Leone X (1513-1521)

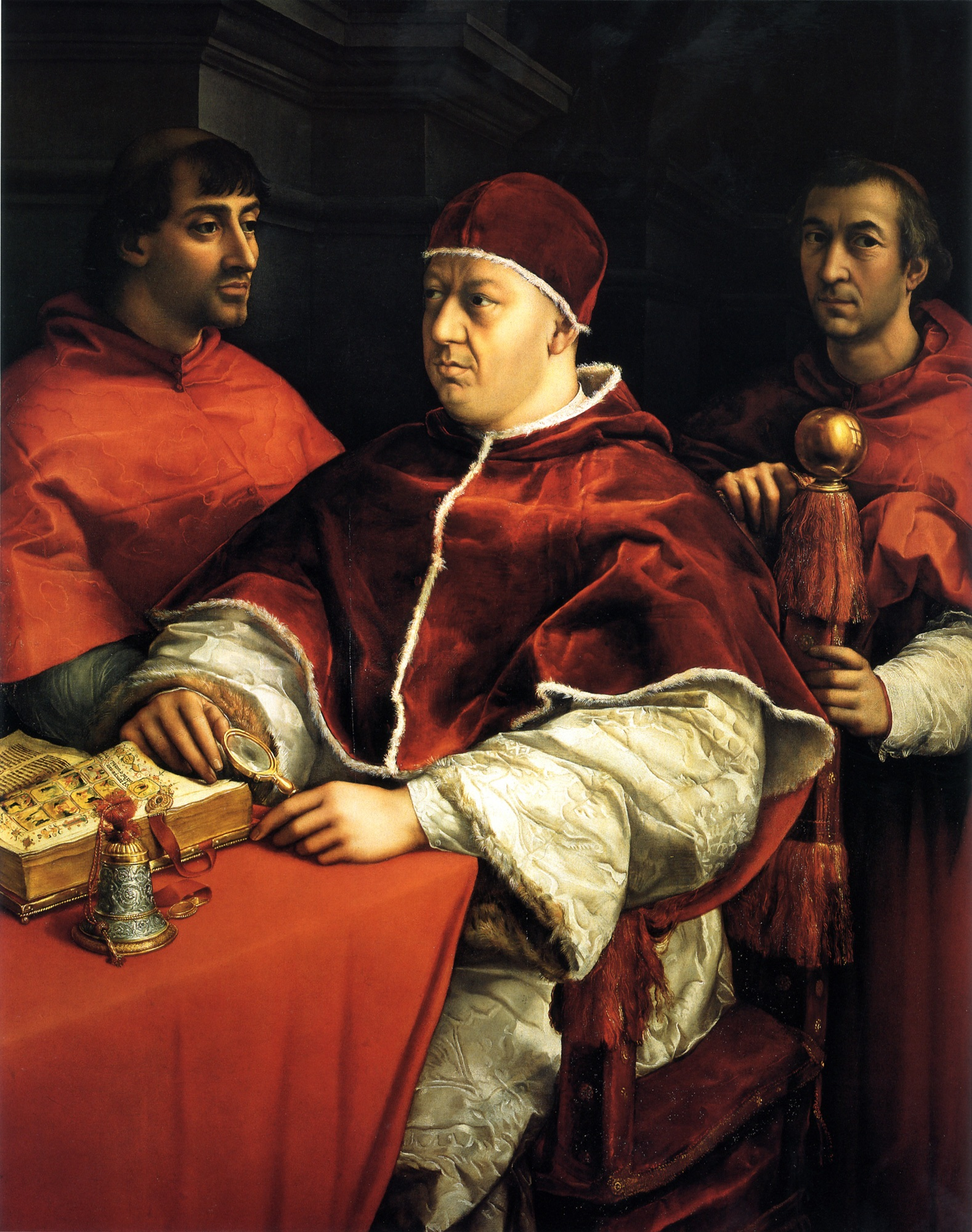
Raffaello, Ritratto di Leone X con i cardinali Giulio de' Medici e Luigi de' Rossi

L'elezione di Leone X, figlio di Lorenzo de' Medici, venne salutata come l'inizio di un'era di pace, capace magari di riscattare l'unità dei cristiani, grazie al carattere pacato e prudente del pontefice, così diverso dal temperamento bellicoso di Giulio II. Amante delle arti, in special modo della musica, incline al lusso e allo splendore delle cerimonie liturgiche, Leone X si fece ritrarre da Raffaello seduto a un tavolo, tra due cardinali suoi parenti, in atto di sfogliare una Bibbia riccamente miniata avvalendosi di una lente d'ingrandimento.

#### Raffaello: la Stanza dell'Incendio di Borgo

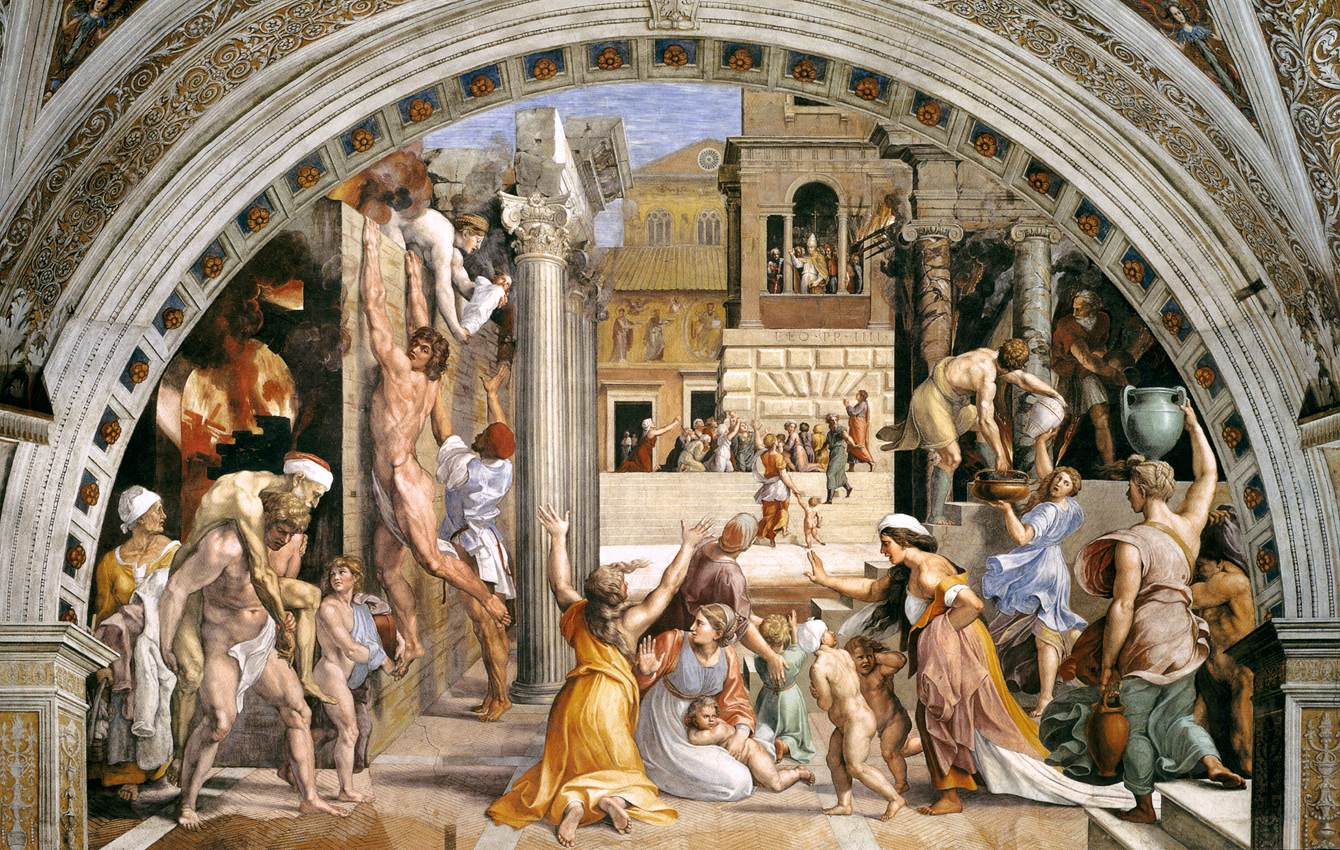
Incendio di Borgo

Raffaello godette presso Leone X la stessa incondizionata ammirazione del suo predecessore. Attivo nella terza stanza dell'appartamento papale, poi detta dell'Incendio di Borgo, creò una decorazione basata sulla celebrazione encomiastica dei predecessori omonimi del pontefice, Leone III e Leone IV, nei cui volti inserì sempre l'effigie del nuovo papa, alludenti ad avvenimenti dei primi anni del suo pontificato.
Ad esempio l'Incendio di Borgo, che fu la prima scena a essere completata, ancora con un forte intervento diretto del Sanzio (le scene successive saranno dipinte per lo più dagli aiuti), allude all'opera di pacificazione di Leone X per spegnere il divampare delle guerre tra gli stati cristiani.

#### Raffaello: gli arazzi della Sistina

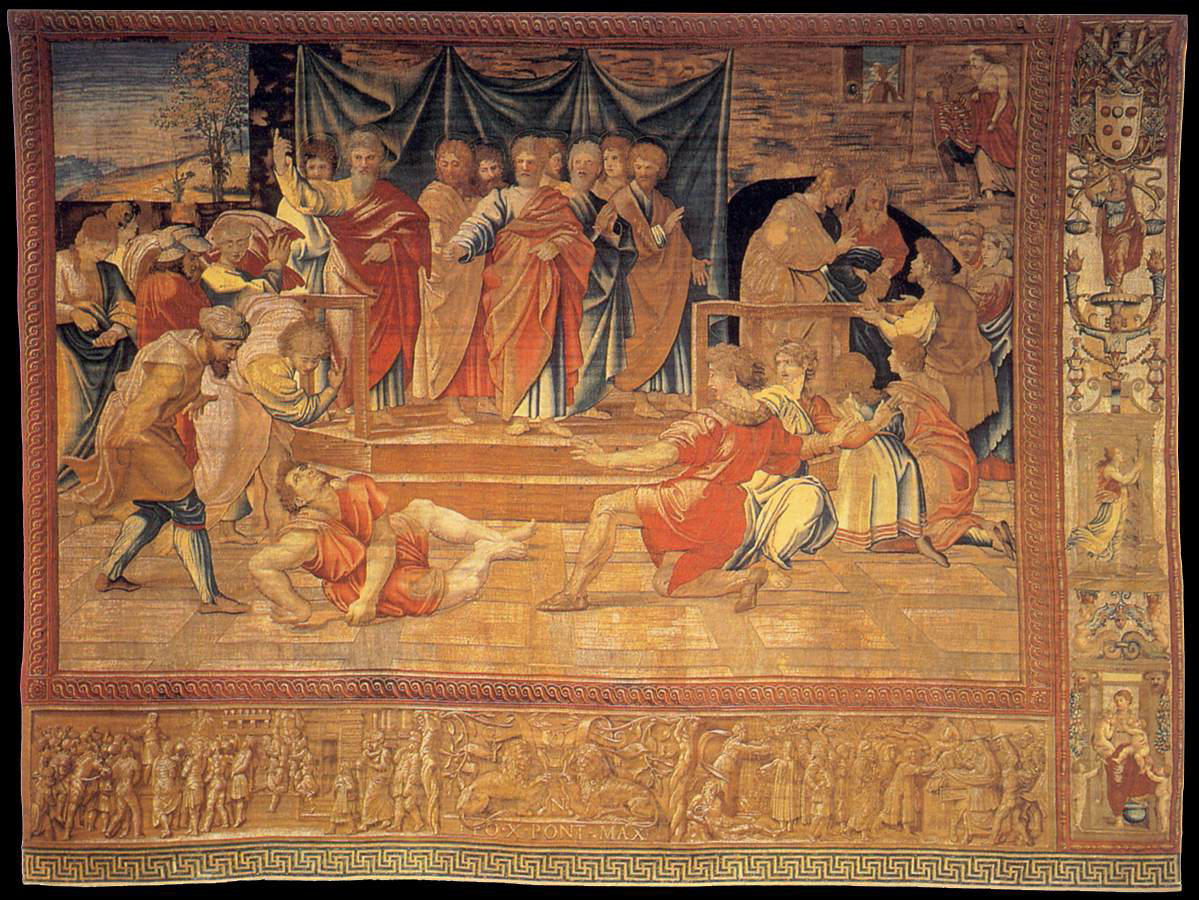
Bottega di Pieter van Aelst su disegno di Raffaello, Morte di Anania

Poco dopo l'avvio dei lavori Raffaello venne nominato responsabile della fabbrica di San Pietro dopo la morte di Bramante (1514) e inoltre poco dopo viene incaricato di preparare una serie di cartoni per arazzi con Storie dei santi Pietro e Paolo, da far realizzare a Bruxelles e da collocare nel registro più basso della Cappella Sistina. Il pontefice entrava così attivamente nella decorazione della Cappella papale che aveva tanto caratterizzato gli investimenti artistici dei suoi predecessori, in un momento in cui, tra l'altro, essa era sede delle più importanti cerimonie liturgiche, essendo la basilica inagibile.
Nella scelta dei soggetti venne tenuto conto di numerose allusioni simboliche tra il pontefice in carica e i primi due "architetti della Chiesa", rispettivamente predicatori verso gli ebrei e verso i "gentili", con Leone quale restauratore dell'unità. Le difficoltà tecniche e il confronto diretto con Michelangelo richiesero un notevole impegno dell'artista, che dovette quasi abbandonare la pittura delle Stanze. Nelle scene degli arazzi Raffaello giunse a un linguaggio figurativo appropriato, con schemi compositivi semplificati sul primo piano e un'azione chiarita da gesti eloquenti e nette contrapposizioni di gruppi.

#### Raffaello: architettura e studio dell'antico
Alla morte di Bramante, Raffaello assunse il difficile compito di nuovo soprintendente alla fabbrica di San Pietro. Le sue esperienze in architettura andavano ormai ben oltre il semplice bagaglio di un pittore e aveva già fatto esperienza studiando l'antico e lavorando soprattutto per Agostino Chigi (scuderie della Villa Farnesina, Cappella Chigi). Nelle prime opere mostrò un'adesione agli schemi di Bramante e Giuliano da Sangallo, distinguendosi però per le rinnovate suggestioni con l'antico e un rapporto più stretto tra architettura e decorazione, dando vita di volta in volta a soluzione di grande originalità, di cui la storiografia ha riconosciuto l'importanza solo in tempi relativamente recenti.
In San Pietro, con Fra' Giocondo, elaborò diversi progetti, fino a ripristinare la pianta basilicale a croce latina, impostata sulla crociera bramantesca. L'attività più singolare del Sanzio in quegli anni è però la progettazione di Villa Madama, per il cardinale Giulio de' Medici (dal 1518). Nei piani originari la villa doveva svilupparsi attorno a un cortile centrale, con molteplici assi di percorso e visivi, fino al giardino circostante, archetipo del giardino all'italiana, perfettamente integrato con l'ambiente circostante delle pendici del Monte Mario. Nella decorazione rivivevano i modelli della Roma antica, con stucchi e affreschi sempre armoniosamente connessi al ritmo delle strutture.
Celebre è poi la Lettera a Leone X, scritta con Baldassarre Castiglione, in cui l'artista esprime tutto il suo rammarico per la decadenza dei monumenti antichi di Roma e offre al papa un progetto per un rilievo sistematico di una pianta di Roma antica.

#### Michelangelo: la tomba di Giulio II (ultimi progetti)

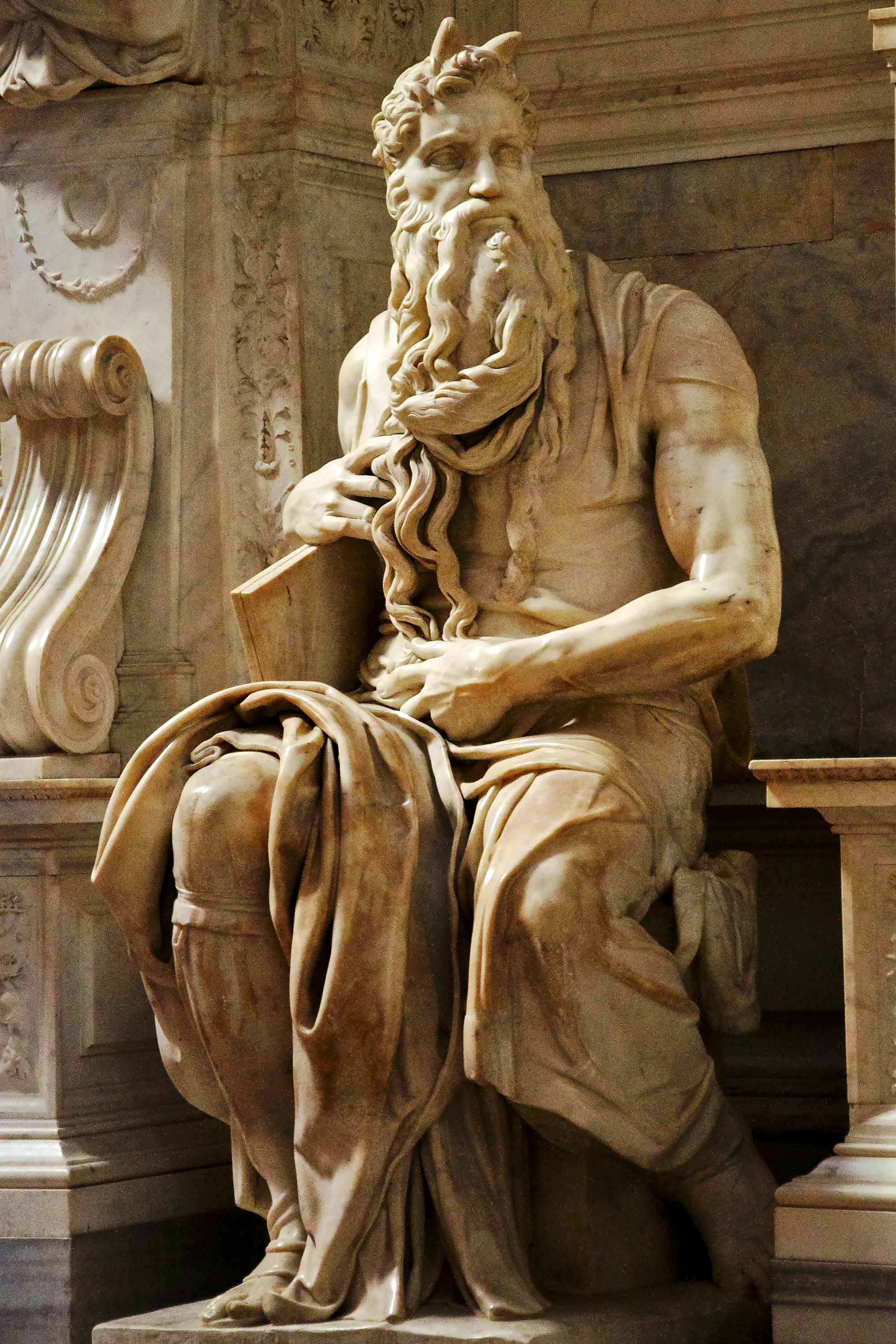
Michelangelo, Mosè (1513-1515 circa)

Il crescente successo di Raffaello, favorito dal nuovo pontefice fin dall'inizio del pontificato, mise in un certo isolamento Michelangelo, nonostante il clamoroso successo della Sistina. L'artista ebbe così il tempo di dedicarsi a progetti temporaneamente accantonati, primo fra tutti quello per la tomba di Giulio II, per conto degli eredi Della Rovere. Abbandonato il faraonico progetto iniziale, nel 1513 venne stipulato un nuovo contratto, che prevedeva una tomba addossata a una parete, con i lati minori ancora molto sporgenti, poi ridotti a una tomba a facciata più tradizionale (1516), sulla scorta ad esempio dei Monumenti funebri dei cardinali Ascanio Sforza e Girolamo Basso Della Rovere di Andrea Sansovino (1505-1507), ad arcosolio impostato sullo schema dell'arco trionfale.
Nel progetto di Michelangelo prevale però lo slancio dinamico verso l'alto e più intenso è il prevalere della decorazione plastica sugli elementi architettonici. Già nel 1513 l'artista doveva aver scolpito il Mosè, che richiamava i Veggenti della Sistina, e una serie di figure dinamiche da addossare ai pilastri, i cosiddetti Prigioni, ovvero nudi che si divincolano dalla dirompente carica espressiva.
Interrotto di nuovo per i progetti alla chiesa di San Lorenzo di Firenze, Michelangelo arrivò al completamento del lavoro solo nel 1545, con un'opera molto sottodimensionata rispetto ai grandiosi progetti elaborati nei decenni precedenti.

#### Sebastiano del Piombo

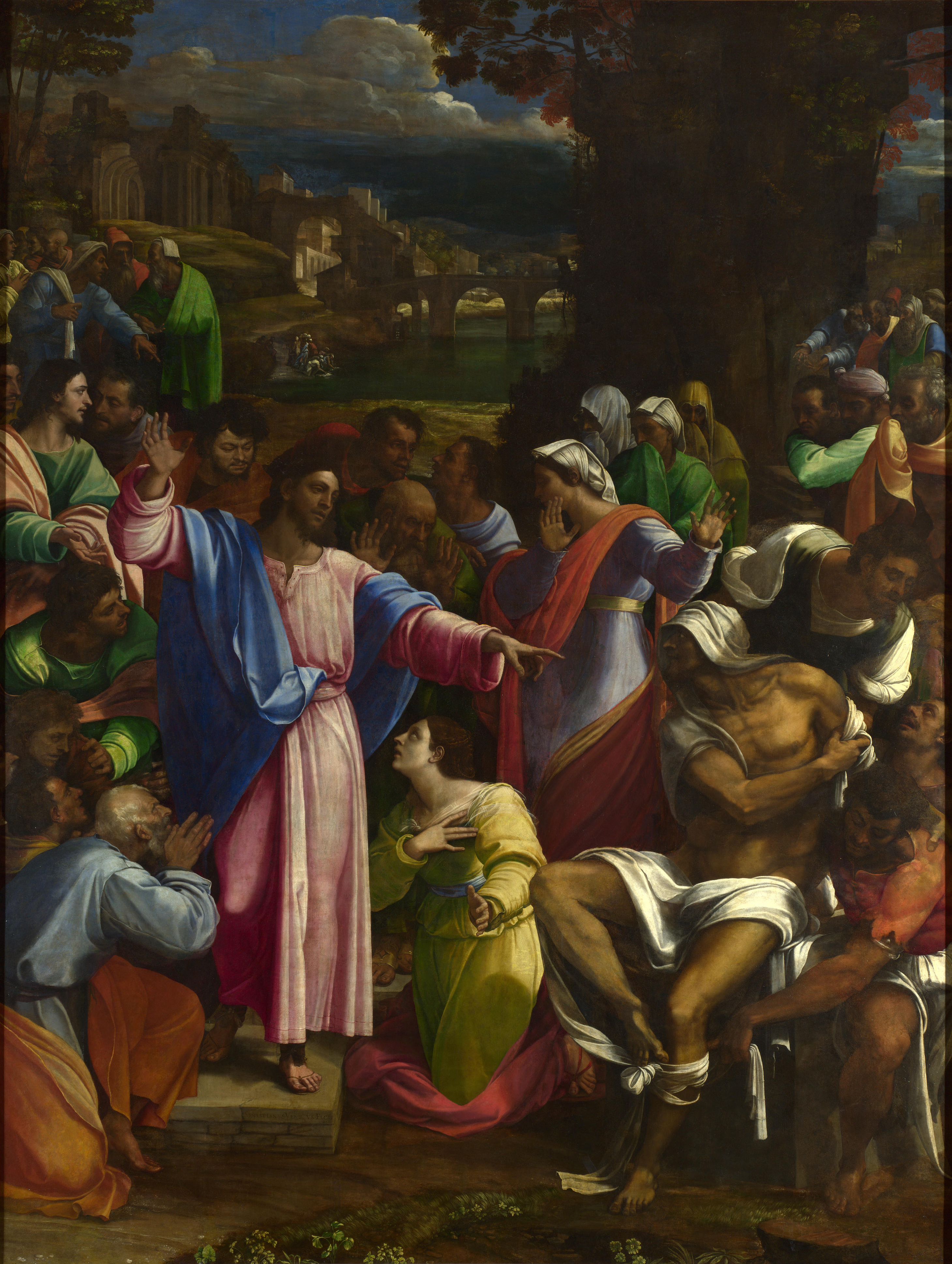
Sebastiano del Piombo, Resurrezione di Lazzaro

In questa particolare congiuntura ha anche origine il sodalizio tra Michelangelo e il veneziano Sebastiano del Piombo (a Roma dal 1511), dal quale nacque per circa due decenni un'amicizia e una collaborazione che può anche essere letta come un tentativo di opposizione all'egemonia di Raffaello.
Già per la Pietà di Viterbo (1516-1517), Vasari riportò la notizia del cartone fornito da Michelangelo, interpretato dal frate con un "paesaggio tenebroso molto lodato". Verso la fine del 1516 una doppia commissione del cardinale Giulio de' Medici accese la competizione tra Sebastiano/Michelangelo e Raffaello, impegnati in una grande pala d'altare ciascuno, destinata alla cattedrale di Narbonne. Sebastiano dipinse la Resurrezione di Lazzaro, con il Salvatore e lo scultoreo Lazzaro disegnati direttamente da Michelangelo. A Sebastiano spetta invece la ricca orchestrazione cromatica, già lontana dal tonalismo veneto, e il senso atmosferico che dà un'inedita intonazione misteriosa ed emozionale alla scena.
Raffaello elaborò invece la famosa Trasfigurazione, resa più dinamica dall'accostamento con l'episodio della guarigione dell'ossesso. La sfolgorante zona superiore contrasta con quella dinamica e disarmonica inferiore, creando un effetto di violento contrasto, raccordato però emozionalmente dalla contemplazione del Salvatore.

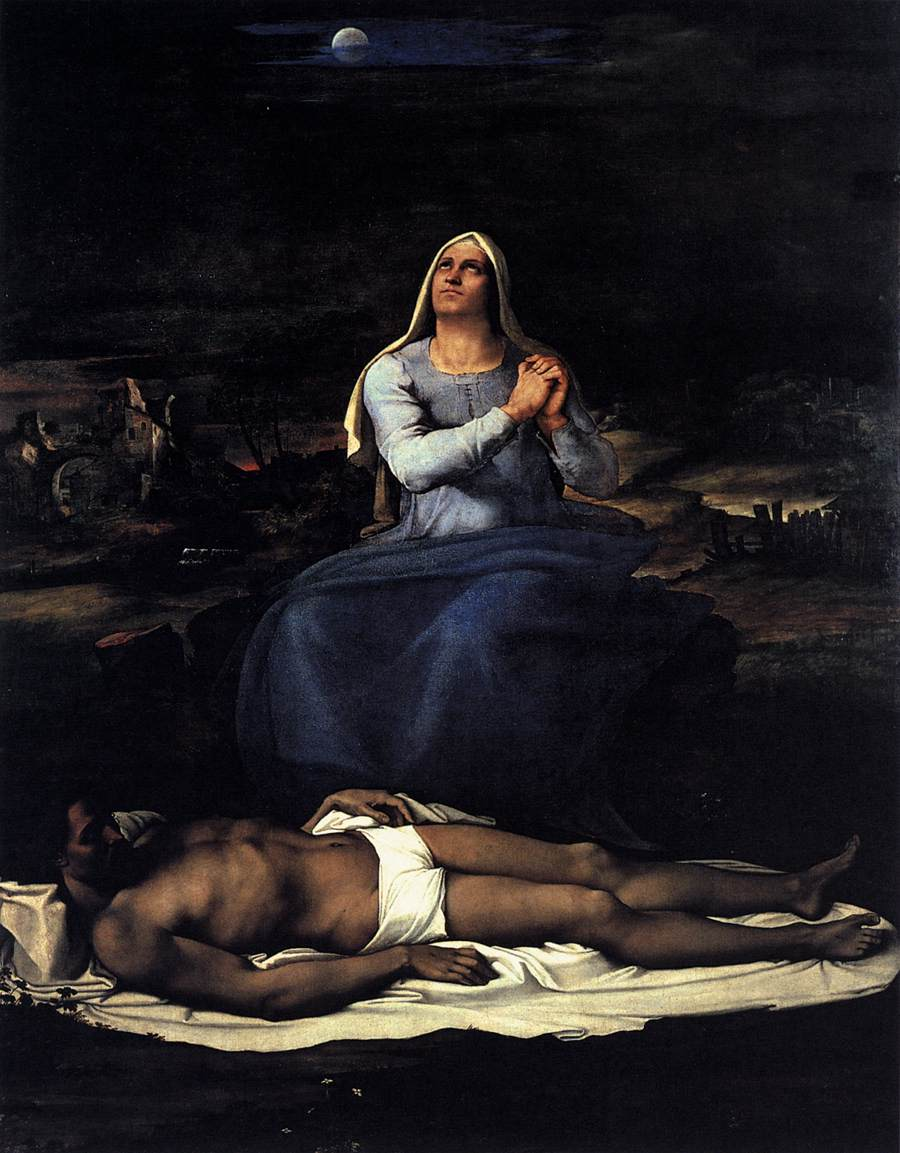
Sebastiano del Piombo, Pietà
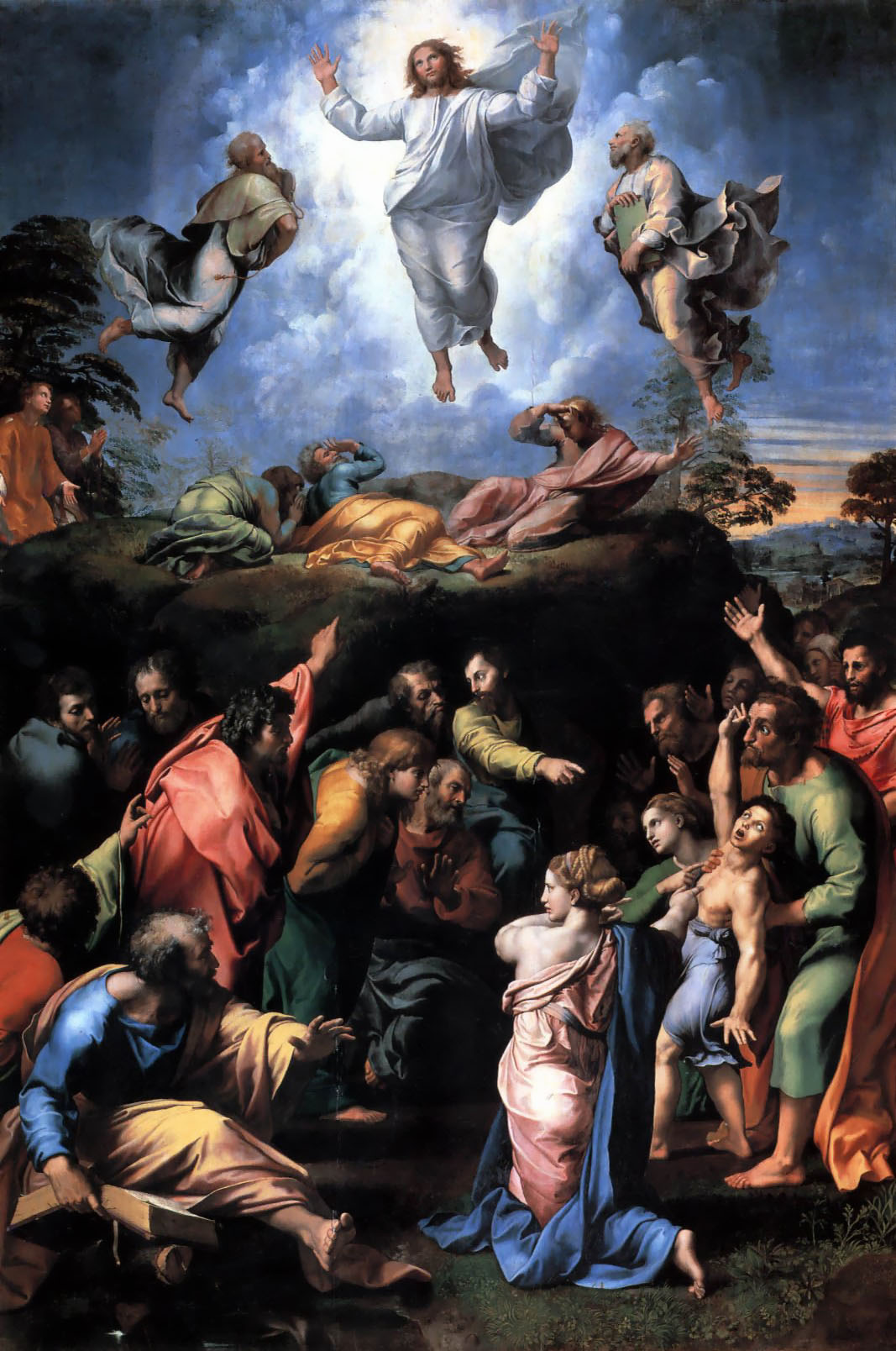
Raffaello, Trasfigurazione

### Adriano VI (1522-1523)
Il breve pontificato di Adriano VI segnò un arresto di tutti i cantieri artistici. La morte di Raffaello e una pestilenza che funestò la città per tutto il 1523 portò a un allontanamento dei migliori allievi dell'urbinate, come Giulio Romano. Il nuovo pontefice era inoltre ostile alle attività artistiche. Il papa olandese era infatti legato a una spiritualità da ordine monastico e non gradiva affatto la cultura umanistica né la sfarzosa vita di corte, tantomeno l'uso dell'arte in funzione politica o celebrativa. Gli italiani videro in lui un pedante professore straniero, cieco di fronte alla bellezza dell'antichità classica, che riduceva molto gli stipendi dei grandi artisti. Musicisti come Carpentras, il compositore e cantore da Avignone che era maestro di cappella sotto Leone X, lasciarono Roma in quel periodo, a causa dell'indifferenza di Adriano, se non nell'aperta ostilità nei confronti dell'arte.
Adriano arrivò a minacciare di far distruggere gli affreschi di Michelangelo nella Cappella Sistina, ma la brevità del suo potere non gli permise di mettere in atto l'intento.

### Clemente VII fino al Sacco (1523-1527)

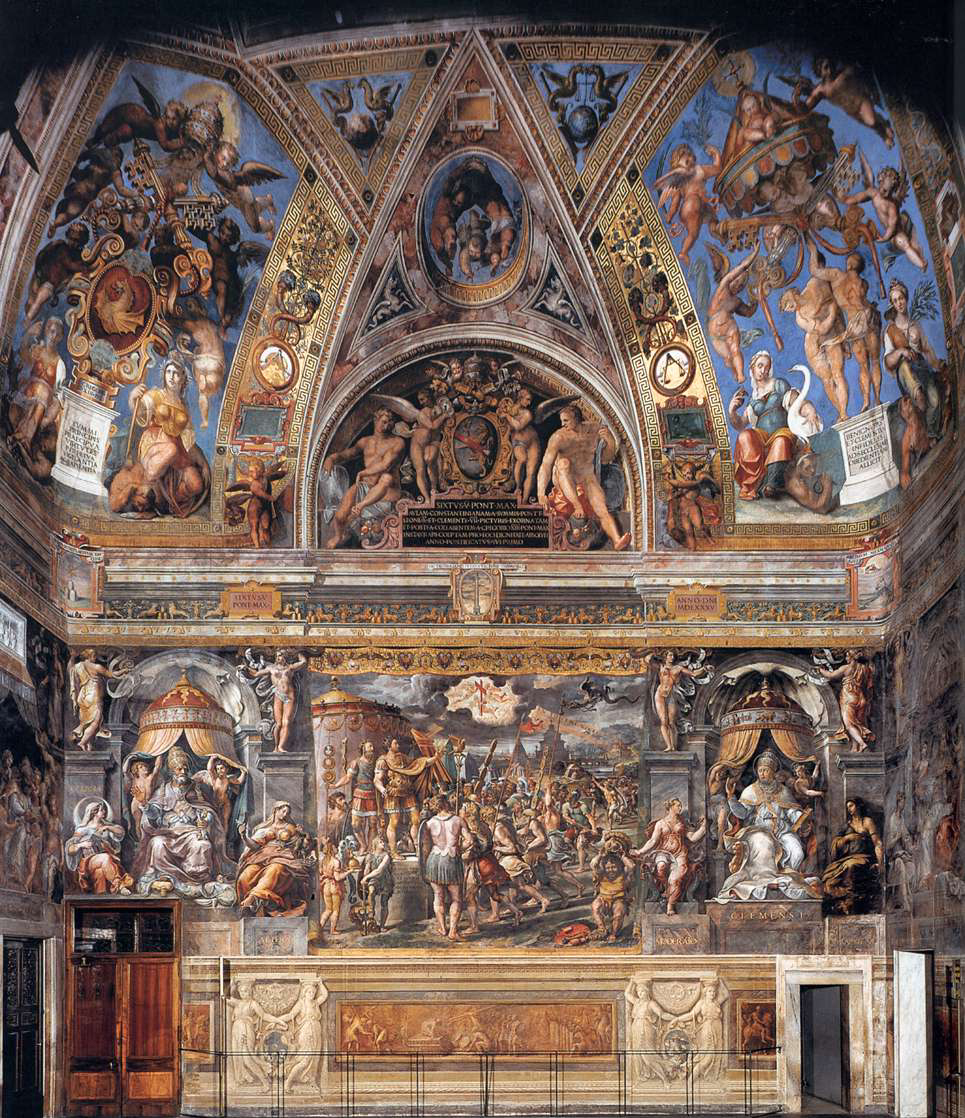
La sala di Costantino in Vaticano

Giulio de' Medici, eletto il 19 novembre 1523 col nome di Clemente VII, riprese invece i lavori ai palazzi pontifici riallacciandosi a quanto intrapreso da suo zio Leone X. Tra i primi atti del nuovo pontefice ci fu quello di ordinare la ripresa dei lavori nella Sala di Costantino, di cui Raffaello aveva fatto in tempo a disegnare il programma generale e i cartoni per le prime due scene, gelosamente custoditi dai suoi allievi e collaboratori. Tale circostanza fece sì che fosse rifiutata l'istanza di Sebastiano del Piombo di occuparsi della decorazione, supportata da Michelangelo.
Tra gli allievi di Raffaello assumono una posizione di preminenza Giovanni Battista Penni e, soprattutto Giulio Romano, ritenuto il vero "erede" dell'urbinate e che fin dal 1521 aveva cercato una sintesi delle opere monumentali di Raffaello e Sebastiano del Piombo nella Lapidazione di santo Stefano, nella chiesa di Santo Stefano a Genova. La supremazia artistica di Giulio Romano ha termine nel 1524 con la sua partenza per Mantova.
Nel frattempo Sebastiano del Piombo dalla morte di Raffaello non ha più rivali come ritrattista sulla scena romana.
Il clima artistico sotto Clemente VII si evolve gradualmente verso un gusto più che mai "archeologico", cioè dove l'antico è ormai una moda che influenza profondamente la decorazione, sia con la ripresa di motivi, sia con la ricerca di oggetti (statuaria in testa), che vengono integrati, se frammentari, e liberamente raggruppati. La pittura si fece più che mai ricercata ed elegante, allontanandosi gradualmente dall'eredità pesante dell'ultimo Raffaello e della volta della Cappella Sistina. Giovani artisti come Parmigianino e Rosso Fiorentino incontrano il gusto dei committenti più all'avanguardia, creando opere di estrema eleganza formale, in cui il naturalismo delle forme, la misurabilità dello spazio e la verosimiglianza sono men che mai importanti. Ne è esempio il vigoroso Cristo morto di Rosso, che a partire dal modello michelangiolesco (gli Ignudi), arriva a un'estenuata sensualità del corpo di Cristo, dove solo i simboli sparsi qua e là chiariscono il significato religioso dell'opera, impedendo, ad esempio, di qualificare il dipinto come una rappresentazione della Morte di Adone.
Su questa cultura splendida e cosmopolita dell'età clementina si abbatté, nella primavera del 1527, la catastrofe del Sacco di Roma. Le conseguenze sul piano civile, politico, religioso e filosofico furono disastrose (fu veramente la fine di un'epoca, letta come un segno del prossimo avvento dell'Anticristo), mentre sul piano artistico si registrò una diaspora degli artisti in tutte le direzioni, che portò a una straordinaria diffusione dei modi romani.